# Armia Krajowa

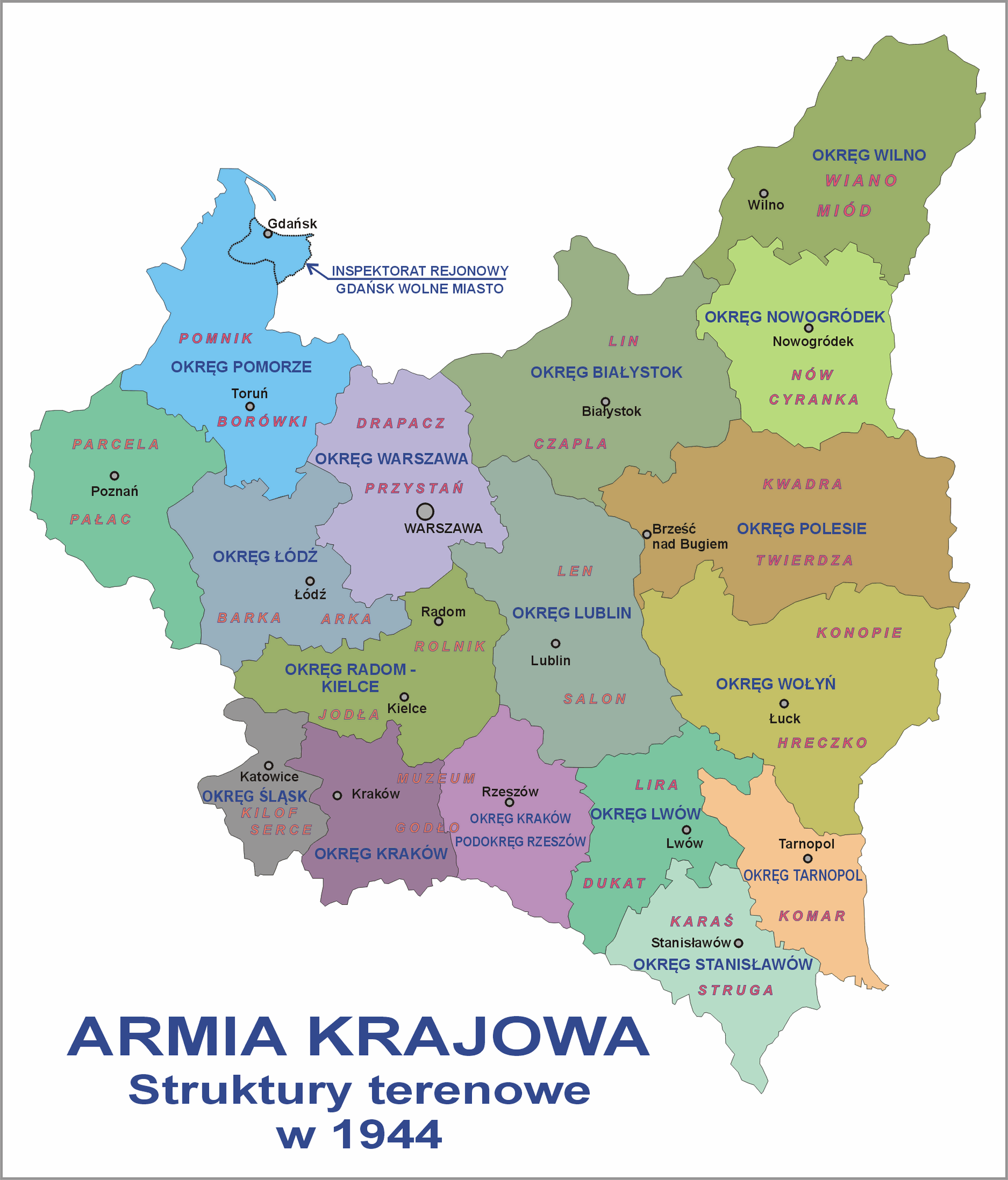
Struktury terenowe Armii Krajowej w 1944

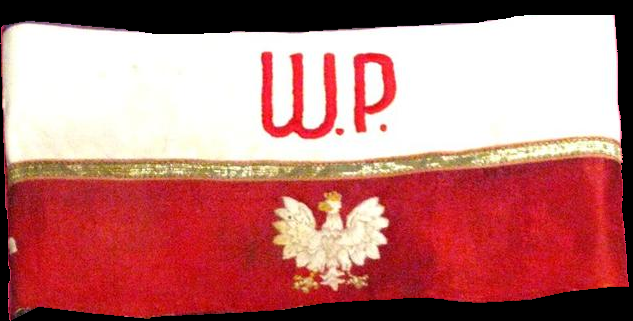
Opaska noszona przez żołnierzy Armii Krajowej

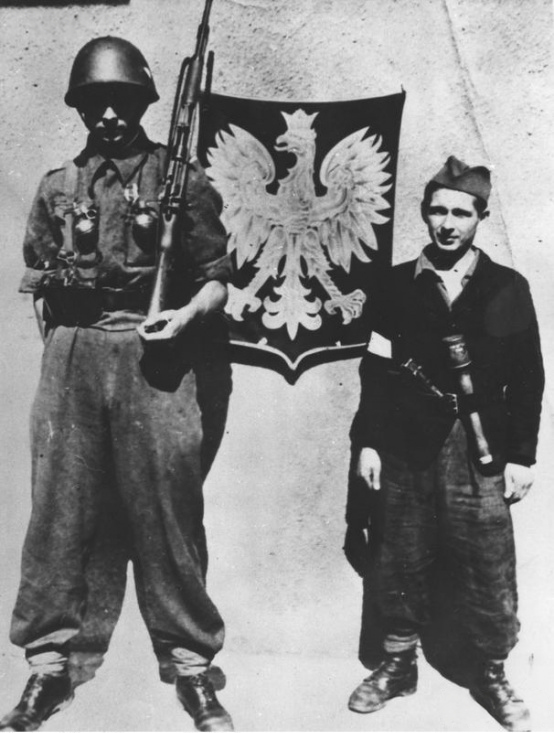
Żołnierze Armii Krajowej podczas powstania warszawskiego

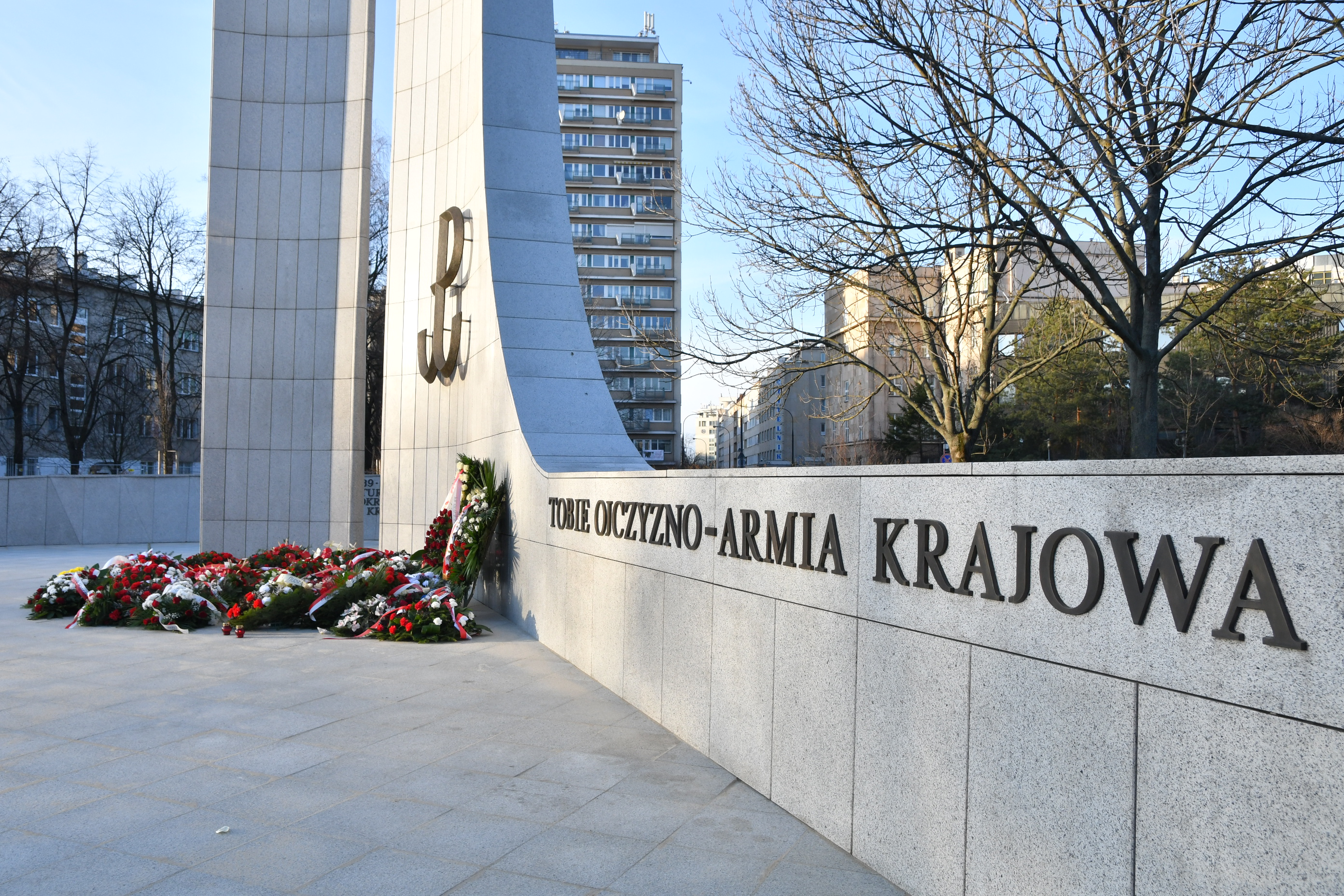
Pomnik Armii Krajowej i Polskiego Państwa Podziemnego w Warszawie

Armia Krajowa (AK) lub Siły Zbrojne w Kraju, kryptonim „PZP” (Polski Związek Powstańczy) – zakonspirowane siły zbrojne Polskiego Państwa Podziemnego w latach II wojny światowej, powstałe z przemianowania Związku Walki Zbrojnej (powstałego w listopadzie 1939) rozkazem Naczelnego Wodza generała broni Władysława Sikorskiego z 14 lutego 1942. Działała na terytorium Rzeczypospolitej Polskiej, okupowanej przez hitlerowskie Niemcy i Związek Radziecki (po wkroczeniu Armii Czerwonej na terytorium państwa polskiego 4 stycznia 1944). Siły Zbrojne w Kraju były integralną częścią Polskich Sił Zbrojnych, podporządkowaną Naczelnemu Wodzowi.
Największą operacją militarną Armii Krajowej była akcja „Burza” i w jej ramach powstanie warszawskie. Strategicznym, choć niezrealizowanym celem AK było przeprowadzenie powstania powszechnego w okupowanej Polsce, w ostatniej fazie II wojny światowej.

## Rodowód
Inicjatywa stworzenia centralnego kierownictwa podziemnego wyszła od gen. Michała Tokarzewskiego-Karaszewicza. Po kapitulacji stolicy, 29 września 1939 Tokarzewski przedstawił gen. Juliuszowi Rómmlowi plan zorganizowania w okupowanym kraju podziemia zbrojnego i zaproponował, by udający się do niewoli gen. Rómmel przelał na niego pełnomocnictwo dowodzenia w całym kraju, otrzymane od Naczelnego Wodza. Tego dnia do broniącej się jeszcze Warszawy przyleciał samolotem z Rumunii specjalny wysłannik gen. Edwarda Rydza-Śmigłego, mjr Edmund Galinat, który znał przedwojenne przygotowania do tego rodzaju działań na wypadek obcej okupacji i miał się zająć organizacją podziemia z ramienia internowanego Wodza Naczelnego. Gen. Rómmel zdecydował jednak przekazać dowództwo gen. Tokarzewskiemu, oddając mu Galinata do pomocy jako zastępcę. Tokarzewski zalecił Galinatowi odszukanie przygotowanych kontaktów. W chwili kapitulacji Warszawy gen. Tokarzewski dysponował już gotową koncepcją organizacji podziemnej i piętnastoma oficerami, którzy tworzyli zalążek jego sztabu. Po konsultacjach z przedstawicielami głównych partii politycznych, przede wszystkim opozycyjnych, powołano do życia tajną organizację wojskowo-polityczną pod nazwą Służba Zwycięstwu Polski z gen. Tokarzewskim jako dowódcą, o czym zameldował Rydzowi-Śmigłemu. Po zmianie na stanowisku Naczelnego Wodza, gen. Sikorski postanowił SZP rozwiązać i na jej miejsce powołał nową – Związek Walki Zbrojnej (ZWZ), podporządkowany ściśle rządowi emigracyjnemu – który miał być organizacją ogólnonarodową i ponadpartyjną, obliczoną na długofalowe, gruntowne przygotowanie niepodległościowej akcji zbrojnej. Na czele ZWZ stanął gen. Kazimierz Sosnkowski, przebywający we Francji. Sieć organizacyjna SZP została włączona do ZWZ. Centralna podziemna organizacja wojskowa – Związek Walki Zbrojnej – stopniowo wchłaniała organizacje zbrojne zakładane żywiołowo przez różne środowiska i organizacje polityczne. Powstała z przemianowania Związku Walki Zbrojnej (powstałego w listopadzie 1939) rozkazem Naczelnego Wodza generała broni Władysława Sikorskiego z 14 lutego 1942. Ostatecznie uznany został tym samym wojskowy charakter siły zbrojnej podziemia, armii jak podkreślał Sikorski w rozkazie: wszystkich żołnierzy w służbie czynnej w Kraju.
- 27 września 1939 – powołanie Służby Zwycięstwu Polski[8],
- 13 listopada 1939 – rozkazem Naczelnego Wodza powstaje Związek Walki Zbrojnej, opierający się na strukturach SZP,
- 14 lutego 1942 – przemianowanie rozkazem Naczelnego Wodza, gen. Władysława Sikorskiego na Armię Krajową (bez żadnych zmian organizacyjnych, służyło podniesieniu rangi związku zbrojnego do krajowych sił zbrojnych, armii, w skład której weszli wszyscy żołnierze pozostający w czynnej służbie wojskowej[9]),
- 19 stycznia 1945 – rozwiązanie AK[10].

Armia Krajowa wywodziła się ze Związku Walki Zbrojnej i Polskiego Związku Powstańczego, ale w skład jej weszło wiele mniejszych organizacji, m.in.:
- Narodowa Organizacja Wojskowa (SN) – od 1942 (częściowo),
- Komenda Obrońców Polski – od lutego 1942 (częściowo),
- Konfederacja Narodu – od sierpnia 1943,
- Narodowe Siły Zbrojne – od 1944 (częściowo),
- Bataliony Chłopskie (CKRL) – od 1943 (częściowo),
- Gwardia Ludowa WRN[a] (PPS-WRN) – od 1940[b] (autonomiczna)
- Unia (SP) – od 1942
- Socjalistyczna Organizacja Bojowa (PPS-WRN) – od 1943 (autonomiczna)[11]

Lynne Olson w publikacji pod znaczącym tytułem „Wyspa ostatniej nadziei. Anglicy, Polacy i inni” podkreśla:
Zanim kraj upadł polskie władze położyły fundament pod rozległą organizację zbrojnego oporu. W kraju pozostało 900 Polaków wyszkolonych w walce partyzanckiej, a w 300 podziemnych schronach w całym kraju zmagazynowano materiały wybuchowe, granaty, karabiny i pistolety. Polska spośród wszystkich okupowanych krajów najbardziej odrzuciła kolaborację. Jej Armia Krajowa (od 14 lutego 1942, wcześniej od listopada 1939 – Związek Walki Zbrojnej) – największy, najbardziej zaawansowany i najlepiej zorganizowany ruch oporu w całej Europie – nie pozostawiła żadnej wątpliwości, że oczekuje od Polaków, że przeciwstawią się Niemcom w każdy możliwy sposób – poczynając od odmawiania współpracy, a kończąc na dywersji i sabotażu (...).

## Status prawny AK
Armia Krajowa była podziemnym Wojskiem Polskim, częścią Sił Zbrojnych RP podległych konstytucyjnym władzom państwowym działającym na obczyźnie. Poprzez swojego Komendanta ZWZ podlegał Naczelnemu Wodzowi Polskich Sił Zbrojnych. 3 września 1941 Naczelny Wódz w depeszy skierowanej do Komendanta Głównego Związku Walki Zbrojnej oraz Delegata Rządu RP na Kraj podkreślił, że Organizację Wojskową w Kraju uważa za główną część dowodzonych przez siebie Sił Zbrojnych.
Rozkazem Naczelnego Wodza z 14 lutego 1942 stwierdzono, że „wszyscy żołnierze w czynnej służbie wojskowej w Kraju stanowią Armię Krajową” podległą jej Dowódcy. W grudniu 1942, podczas oficjalnej wizyty w USA, Naczelny Wódz gen. Władysław Sikorski w rozmowie z gen. Hayesem Kronerem ze Sztabu Generalnego USA podkreślił:
Dowodzę (...) dwiema armiami. Jedna składa się z Polskich Sił Zbrojnych w Zjednoczonym Królestwie i Afryce wraz z Polskim Lotnictwem i Marynarką Wojenną. Druga zaś, ilościowo znacznie silniejsza, jest to Polska Tajna Organizacja Wojskowa rozrzucona po całym obszarze terytorialnym Rzeczypospolitej. (...) Organizacja jej jest niemal analogiczna z organizacją Polskich Sił Zbrojnych walczących po stronie zjednoczonych Narodów. Różni się ona zasadniczo jedynie tym, że jest ona organizacją tajną, podziemną, niedostatecznie uzbrojoną.
Dekret Prezydenta RP z 1 września 1942 „O tymczasowej organizacji władz na ziemiach Rzeczypospolitej” (powtórzony ze zmianami 26 kwietnia 1944) stanowił, że do czasu przybycia na terytorium RP Naczelnego Wodza, jego uprawnienia przysługują Dowódcy Armii Krajowej. Dowodził on Siłami Zbrojnymi w okupowanej Polsce oraz kierował całością operacji wojskowych. Zgodnie z art. 13 Dekretu Prezydenta R.P. z 27 maja 1942 „O organizacji najwyższych władz wojskowych” dowódca AK dowodził Siłami Zbrojnymi w Kraju i kierował całością operacji wojskowych w Kraju.
Instytucją łącznikową pomiędzy Naczelnym Wodzem a Dowódcą Armii Krajowej stał się Oddział VI (Specjalny) Sztabu Naczelnego Wodza, który początkowo nosił nazwę „Samodzielny Wydział Krajowy”.
Jak zauważa jeden z szefów tego Oddziału płk dypl. Marian Utnik:
„Jako łącznik między konspiracją wojskową w Polsce a Sztabem NW w Londynie Oddział VI wykonywał wiele prac, z których jedne cechuje charakter stały, a inne okresowy lub tylko jednorazowy. Do prac stałych należało utrzymywanie łączności radiowej i kurierskiej z Komendą Główną AK w Warszawie, zasilanie AK w ludzi, sprzęt i pieniądze oraz wykorzystywanie wiadomości napływających z Polski. Z prac okresowych lub jednorazowych można dla przykładu wymienić najbardziej znane, jak np. zaopatrywanie oddziałów walczących w powstaniu warszawskim, przygotowywanie lotów z lądowaniem samolotów w kraju, organizacja własnych zakładów produkcyjnych oraz zaopatrywanie doraźnych, większych akcji dywersyjnych w Polsce”.
Przed przystąpieniem AK do realizacji Akcji Burza, dowódca AK wystąpił do Naczelnego Wodza z postulatem, aby alianci uznali AK za część składową sił sprzymierzonych. Pomimo sprzeciwu ZSRR zachodni alianci: USA oraz Wielka Brytania zareagowali przychylnie. W deklaracji brytyjskiej z 29 sierpnia 1944, ogłoszonej na antenie radiowej BBC, stwierdzono, że „Polska Armia Krajowa obecnie zmobilizowana stanowi siłę kombatancką, będącą integralną częścią Polskich Sił Zbrojnych”. Tego statusu AK nie uznawali: ZSRR oraz Niemcy, którzy respektowali go częściowo jedynie wobec żołnierzy AK idących do niewoli po kapitulacji powstania warszawskiego.

## Przysięga żołnierzy AK
Rota przysięgi Armii Krajowej – obowiązująca od lutego 1942
Przyjmowany

W obliczu Boga Wszechmogącego i Najświętszej Maryi Panny, Królowej Korony Polskiej kładę swe ręce na ten Święty Krzyż, znak Męki i Zbawienia i przysięgam być wiernym Ojczyźnie mej Rzeczypospolitej Polskiej, stać nieugięcie na straży Jej honoru i o wyzwolenie Jej z niewoli walczyć ze wszystkich sił – aż do ofiary życia mego. Prezydentowi Rzeczypospolitej Polskiej i rozkazom Naczelnego Wodza oraz wyznaczonemu przezeń Dowódcy Armii Krajowej będę bezwzględnie posłuszny, a tajemnicy niezłomnie dochowam, cokolwiek by mnie spotkać miało.

Tak mi dopomóż Bóg.

Przyjmujący

Przyjmuję Cię w szeregi Armii Polskiej, walczącej z wrogiem w konspiracji o wyzwolenie Ojczyzny. Twym obowiązkiem będzie walczyć z bronią w ręku. Zwycięstwo będzie twoją nagrodą. Zdrada karana jest śmiercią.

## Liczebność AK
Dane dotyczące liczebności Armii Krajowej są różne. Jedni podają, że w momencie maksymalnej zdolności bojowej (lato 1944) siły AK liczyły ok. 390 tys. osób, w tym 10,8 tys. oficerów. Gen. Stanisław Tatar – były szef Operacji KG AK podawał w danych przekazanych sztabowcom amerykańskim liczebność w 1944 roku na ok. 250 tys. żołnierzy. Generał Stefan Rowecki „Grot” w 1940 roku obliczał ZWZ na 40 tys. żołnierzy i oficerów, we wrześniu 1942 roku donosił już o ok. 125 tys., zaś po akcji scaleniowej donosił o ok. 380 tys. Jednak liczby te zostały zanegowane zarówno przez kuriera londyńskiego MSW Tadeusza Chciuka, jak i inspektora KG AK na okręg Kraków płk. Józefa Rokickiego, a także szefa operacji KG AK płk. Janusza Bokszczanina, którzy donosili o fałszowaniu i świadomym zawyżaniu stanów osobowych jednostek przez lokalnych dowódców. Wywiad niemiecki oceniał liczebność AK na 100–200 tys. ludzi.
Kadrę oficerską (także częściowo podoficerską) sprzed wojny uzupełniano absolwentami tajnych kursów oraz przerzucanymi do kraju cichociemnymi.

## Struktura organizacyjna AK

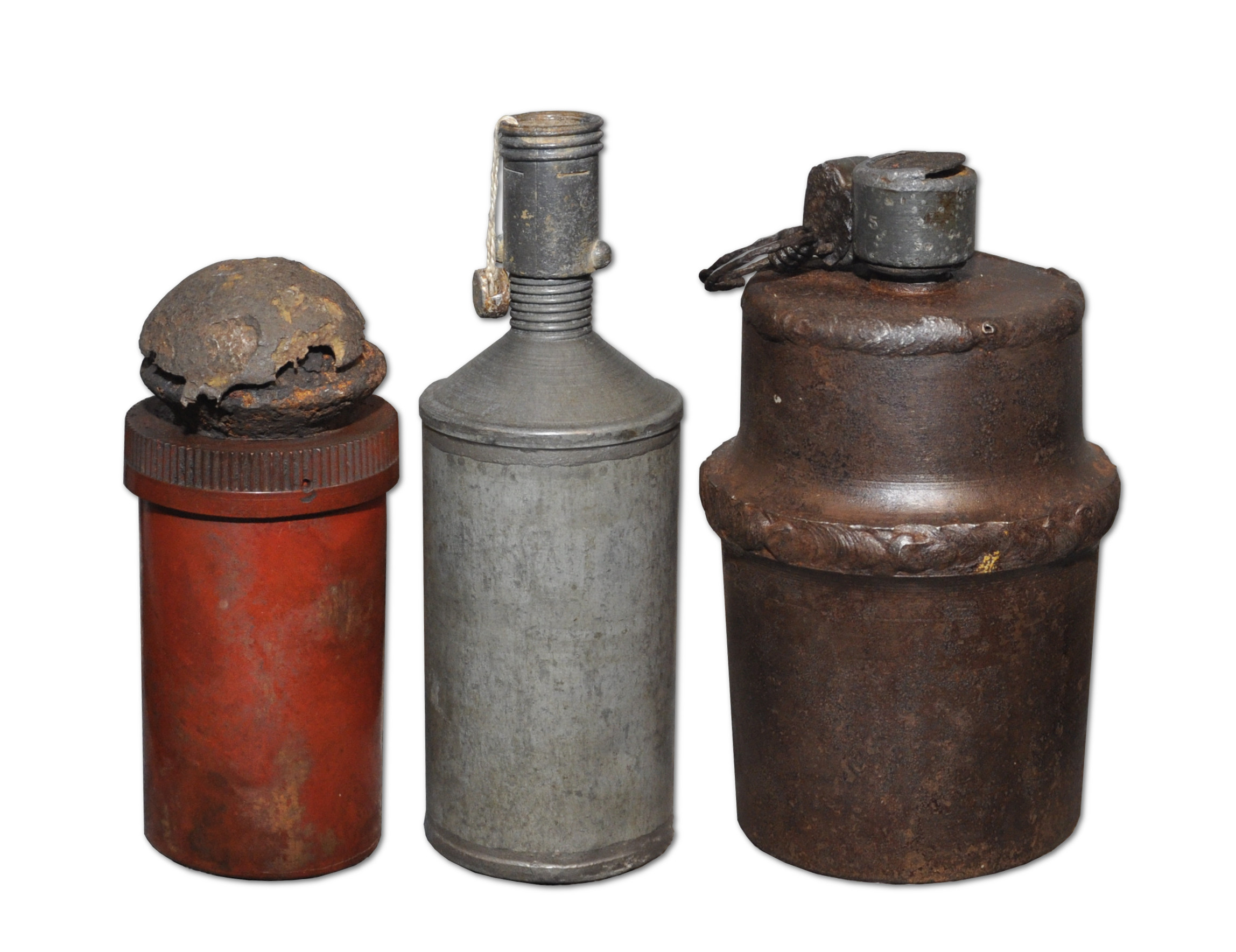
Od lewej: Filipinka, Sidolówka i Karbidówka – granaty produkowane przez AK

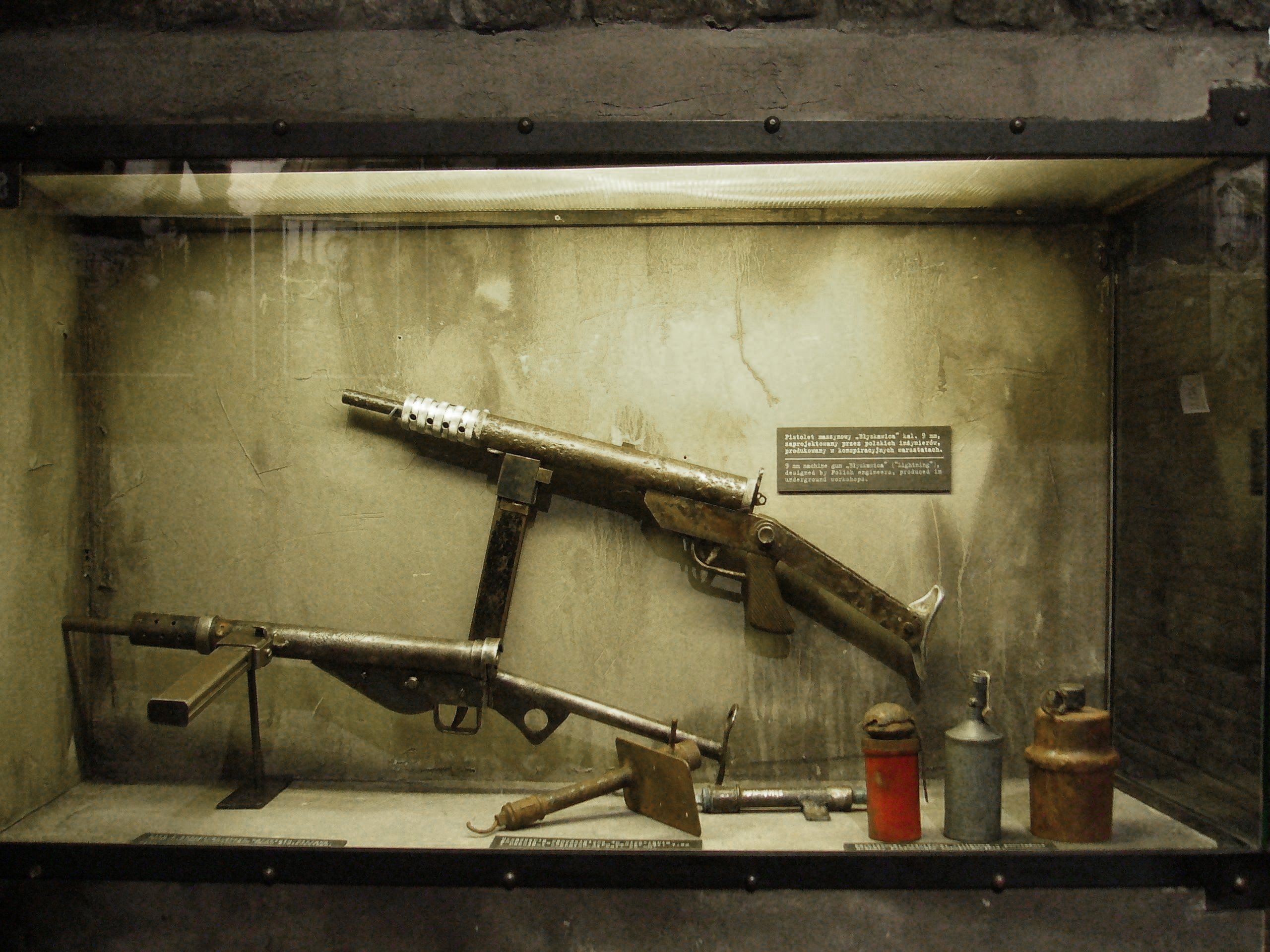
Broń użyta podczas powstania warszawskiego

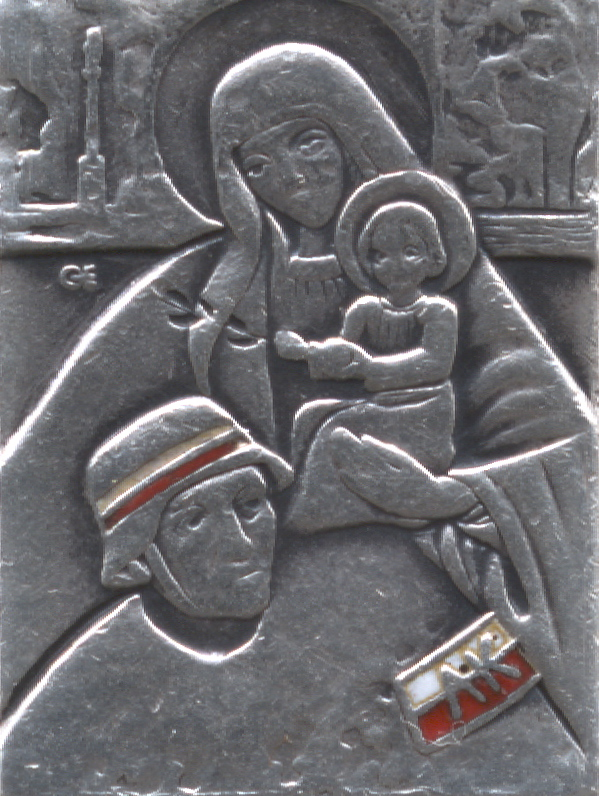
Awers srebrnego medalika z Matką Boską AK

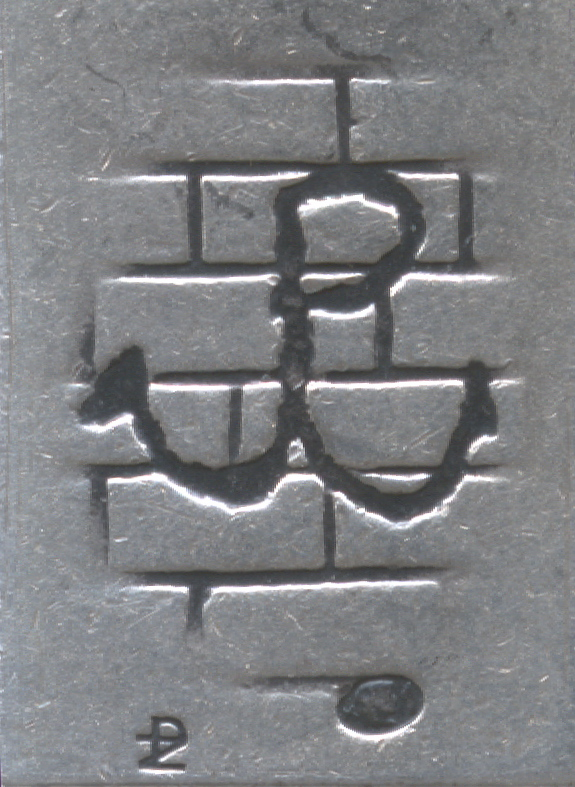
Rewers z wygrawerowaną kotwicą, znakiem Polski Walczącej

Komenda Główna składała się z ośmiu oddziałów: Organizacyjnego, Informacyjno-Wywiadowczego, Operacyjno-Szkoleniowego, Kwatermistrzowskiego (Zaopatrzenia), Dowodzenia i Łączności, Biura Informacji i Propagandy, Finansów i Kontroli oraz Szefostwa Biur Wojskowych (Administracja Zmilitaryzowana), miała też własnych duszpasterzy. Jako odrębną jednostkę utworzono w styczniu 1943 Kedyw, przeprowadzający akcje dywersyjne i specjalne.
20 kwietnia 1940 powstał Związek Odwetu. Jego komendantem mianowano mjr. Franciszka Niepokólczyckiego ps. „Teodor”. Był to szczególnie zakonspirowany pion ZWZ, który stanowić miał trzon bojowy organizacji. W jego skład wchodziły: sztab, komórki zabezpieczenia działalności sabotażowo-dywersyjnej, zespoły i zakonspirowane sekcje sabotażowo-dywersyjne, oraz sekcje minersko-saperskie. Posiadał on rozbudowane struktury organizacyjne i bojowe zarówno na terenach Generalnego Gubernatorstwa, jak i włączonych do Rzeszy Niemieckiej. Oddziały Odwetu organizowały głównie akcje minerskie na kolejach, dywersję i sabotaż w przemyśle zbrojeniowym, węzłach transportu i łączności.
W sierpniu 1941 powołano specjalną organizację dywersyjną pod dowództwem ppłk. Jana Włodarkiewicza ps. „Jan” o nazwie Wachlarz. Organizacja miała dwa główne zadania: prowadzenie bieżącej akcji sabotażowo-dywersyjnej oraz zapewnienie osłony powstania od wschodu. Jej struktura to pięć odcinków – od Bałtyku po Ukrainę z kilkuosobowymi patrolami. Liczyła około 800 ludzi. Przeprowadziła ok. 100 akcji przede wszystkim na transporty kolejowe. Najgłośniejszą było jednak rozbicie więzienia w Pińsku przez grupę żołnierzy pod dowództwem por. Jana Piwnika ps. „Ponury”. „Wachlarz” nie zdołał jednak rozwinąć swojej działalności na szeroką skalę. Pod koniec 1942 został rozwiązany, a jego żołnierze włączeni do lokalnych struktur AK.
W maju 1942 powołano Organizację Specjalnych Akcji Bojowych („Osa”) pod dowództwem ppłk. Józefa Szajewskiego ps. „Philips”. Była to ściśle zakonspirowana komórka AK, której celem było dokonywanie zamachów na funkcjonariuszy hitlerowskiego aparatu policji i bezpieczeństwa, więziennictwa oraz administracji, wyróżniających się szczególnym okrucieństwem. Komórka podporządkowana była bezpośrednio Komendzie Głównej Armii Krajowej i wykonywała zadania stawiane jej bezpośrednio przez komendanta. W jej skład wchodziły: sztab, warszawski i krakowski oddział bojowy oraz oddział „Zagralin” przeznaczony do działalności na obszarze Rzeszy. W lutym 1943 oddział bojowy Osy wcielono do Kedywu KG AK i przemianowano na „Kosę”. „Kosa” obok „Motoru” była najsilniejszą jednostką bojową Kedywu KG AK.
W czerwcu 1943 „Osa”-„Kosa” uległa rozbiciu na skutek wielkiej „wsypy” w kościele św. Aleksandra w Warszawie. Komenda Główna AK powołała wówczas nową jednostkę bojową „Agat”, wywodzącą się z Grup Szturmowych Szarych Szeregów. Jej dowódcą został cichociemny kpt. Adam Borys ps. „Pług”. Była to 3 kompania batalionu „Zośka”. „Agat” przeznaczony został do wykonywania zadań specjalnych, jakie dotąd wykonywała „Kosa”.
W styczniu 1944 nazwę „Agat” zamieniono na „Pegaz”, a w czerwcu 1944 „Pegaz” przemianowano na „Parasol”. Organizacja ta dokonała szeregu spektakularnych akcji bojowych. Należą do nich: akcja odbicia pod Arsenałem ppor. Jana Bytnara ps. „Rudy”, zamach na dowódcę SS i policji na dystrykt warszawski Franza Kutscherę, zamach na Franza Bürkla – zastępcę komendanta Pawiaka, nieudany zamach na SS-Obergruppenführera Wilhelma Koppego, akcja „Hergel”, akcja „Braun” i inne.
22 stycznia 1943, w celu koordynowania działalności sabotażowo-dywersyjnej i partyzanckiej, powołano Kierownictwo Dywersji (Kedyw) KG AK. Na jego czele stanął płk Emil Fieldorf ps. „Nil”. W jego skład weszły: Związek Odwetu, Wachlarz, Tajna Organizacja Wojskowa oraz grupy bojowe Szarych Szeregów. W skład Kierownictwa Dywersji wchodziły: biuro studiów oraz referaty – operacyjny, szkoleniowy, wywiadu, łączności, produkcji konspiracyjnej, sabotażu kolejowego, przemysłowego, telekomunikacyjnego, chemicznego i bakteriologicznego.
Strukturę terenową powiązano ściśle z okręgami, inspektoratami i obwodami. Na każdym szczeblu dowodzenia znajdował się oficer Kedywu odpowiedzialny za prowadzenie działalności bojowej. Swoista dwutorowość dowodzenia w zakresie walki zbrojnej i niejasny podział kompetencji między komendantem określonego szczebla dowodzenia a oficerem Kedywu, sprzeczny z zasadą jednoosobowego dowodzenia, były źródłem wielu konfliktów.
Kedyw posiadał swoje oddziały dyspozycyjne, podległe bezpośrednio jego komendantowi, oraz oddziały dyspozycyjne formowane w okręgach. Dobrze wyszkolone i przygotowane do działań dywersyjnych oddziały były stopniowo kierowane w teren, gdzie stanowiły zalążki nowo formowanych oddziałów partyzanckich.

### Komendanci Armii Krajowej
W wykazie umieszczono też dowódców poprzedniczek Armii Krajowej: dowódcę Służby Zwycięstwa Polski i komendanta Związku Walki Zbrojnej.
Komendant AK podlegał Naczelnemu Wodzowi oraz był w zależności politycznej od Delegata Rządu. Funkcję tę pełnili:
| Zdjęcie | Stopień    | Imię i nazwisko                | Pseudonim     | Okres urzędowania        |
| ------- | ---------- | ------------------------------ | ------------- | ------------------------ |
|         | gen. dyw.  | Michał Tokarzewski-Karaszewicz | „Torwid”      | 27 IX 1939 – marzec 1940 |
|         | gen. broni | Kazimierz Sosnkowski           | „Godziemba”   | marzec 1940 – 18 VI 1940 |
|         | gen. dyw.  | Stefan Rowecki                 | „Grot”        | 18 VI 1940 – 30 VI 1943  |
|         | gen. dyw.  | Tadeusz Komorowski             | „Bór”         | lipiec 1943 – 2 X 1944   |
|         | gen. bryg. | Leopold Okulicki               | „Niedźwiadek” | 3 X 1944 – 17 I 1945     |

## Wywiad Armii Krajowej
Wkład polskiego wywiadu do wysiłku wojennego aliantów w 1945 ocenił oficer łącznikowy MI6 (1940–1946) komandor Wilfred Dunderdale:
„Spośród 45 770 raportów wywiadowczych z okupowanej Europy, które dotarły w czasie wojny do aliantów, 22 047, czyli 48 procent pochodziło ze źródeł polskich (…) Wynika z tego, że w ciągu ostatnich pięciu lat polscy agenci w Europie pracowali bez przerwy i że dostarczyli oni, mimo wielkiego zagrożenia dla siebie i swoich rodzin, wielką ilość materiału wszelkiego rodzaju i obejmującego wiele tematów. Polski wywiad miał bezcenny wklad w planowanie i wykonanie inwazji kontynentu oraz w ostateczne zwycięstwo wojsk sojuszniczych w Europie”
W 2004 oraz w 2005 opublikowano obszerne ustalenia Polsko-Brytyjskiej Komisji Historycznej, w 2005 roku brytyjski rząd oficjalnie potwierdził, że ok. połowa tajnych raportów dla aliantów z okupowanej Europy pochodziła od Polaków. Premier Wielkiej Brytanii Tony Blair podkreślił:
Polskie służby wywiadowcze wniosły unikalny wkład w sojusznicze zwycięstwo w II wojnie światowej. To sprawozdanie po raz pierwszy pokazuje prawdziwe rozmiary tego wkładu (...) Angielsko–Polska Komisja Historyczna dysponowała bezprecedensowym dostępem do archiwów brytyjskiego wywiadu. (...) Współpraca wywiadowcza w okresie wojny miała bardzo wszechstronny charakter i obejmowała wiele form, od inwigilacji i działalności kontrwywiadowczej po łączność i działalność operacyjną”.
Podczas II wojny światowej polski wywiad współpracował z brytyjskimi służbami: SIS/MI6, Rządową Szkołą Kodów i Szyfrów (Goverment Code and Cypher School), później o zmienionej nazwie Rządowa Agencja Łączności (Government Communications Headquarters, odpowiadającą za szyfrowaną łączność Wielkiej Brytanii i państw trzecich), Służbą Bezpieczeństwa Radiowego (Radio Security Sevice, RSS), zajmującą się podsłuchem (poprzez nią kontaktowali się też polscy kryptolodzy) oraz z Kierownictwem Operacji Specjalnych (Special Operations Executive, SOE).
Podczas wojny polski wywiad nie miał jednolitej struktury, funkcjonowało pięć służb, jedną z nich był wywiad kierowany przez Oddział II Sztabu Naczelnego Wodza. Jego struktury na terenie okupowanej Polski, ale także m.in. w Niemczech i okupowanych przez nich częściach ZSRR podlegały Komendzie Głównej Armii Krajowej. Jak zauważa historyk, prof. Marek Ney-Krwawicz – Sieci wywiadu ofensywnego Armii Krajowej objęły z czasem prawie całą okupowaną przez Niemcy Europę. W kontaktach pomiędzy wywiadem KG AK a Oddziałem II SNW, później także w kontaktach z brytyjskim SOE pośredniczył Oddział VI (Specjalny) SNW. Każdy żołnierz ZWZ-AK miał obowiązek przekazywania przełożonym informacji nt. działań okupantów. Na podstawie zachowanych, fragmentarycznych wykazów szacuje się, że na terenie okupacji niemieckiej lokalne i powiatowe siatki wywiadowcze skupiały średnio po ok. 100 stałych współpracowników. W aktywnym Okręgu Kielce-Radom AK w siatce wywiadowczej działało ok. 2 tys. osób, w tym ok. 750 kobiet. Według przybliżonych szacunków, w całej siatce polskiego wywiadu ZWZ-AK działało kilkadziesiąt tysięcy osób, wśród nich na terenie Polski 37 cichociemnych. Oddziałem II (informacyjno-wywiadowczym) Komendy Głównej SZP/ZWZ/AK od stycznia do października 1944 kierował Kazimierz Iranek-Osmecki ps. „Makary”.
Jednym z największych sukcesów polskiego wywiadu było zdobycie informacji o konstrukcji oraz lokalizacji ośrodków badawczych broni V-1 oraz V-2. Po raz pierwszy te informacje przekazała w końcu 1942 siatka „Lombardu”. Rozpracowywaniem broni V-1 i V-2 kierował cichociemny Stefan Ignaszak ps. „Nordyk”. Pierwsze dane techniczne przekazano Brytyjczykom i Amerykanom w grudniu 1942. W marcu 1943 polski wywiad dokładnie spenetrował ośrodek w Peenemünde. Po jego zbombardowaniu i przeniesieniu przez Niemców poligonu doświadczalnego do Blizny k. Tarnowa, wywiad AK obserwował prowadzone tam próby, dzięki czemu zdobył istotne podzespoły tych rakiet. Przekazano do Londynu ich opisy, następnie całe podzespoły, podczas operacji Wildhorn III (Most 3).
Wywiad AK m.in. zdobył plany prototypów czołgów „Panther”, miniaturowych łodzi podwodnych, dane o działach przeciwlotniczych (produkowanych w Stalowej Woli) oraz nowych gazach bojowych. Meldunki i raporty wywiadu AK przekazywane były oficerowi łącznikowemu MI6 (1940–1946) komandorowi Wilfredowi Dunderdale.

## Finanse AK
Działalność Armii Krajowej finansowana była początkowo (do końca 1941) z kasy polskiego Ministerstwa Skarbu w Londynie, do Polski przerzucono w tym okresie poprzez kurierów ok. 100 tys. dolarów. Od wiosny 1940 do końca 1942 konspiracyjna Podziemna Wytwórnia Banknotów, tj. grupa pracowników kontrolowanej przez Niemców Polskiej Wytwórni Papierów Wartościowych w Warszawie, produkującej dla niemieckiego okupanta banknoty i inne dokumenty na potrzeby Polskiego Państwa Podziemnego produkowała w konspiracji banknoty, dokumenty legalizacyjne, kartki żywnościowe, talony na obuwie itp. Według historyków, do końca 1942 PWB „wyprodukowała” dla AK (właściwie przejęła z produkcji PWPW dla Niemców) aż ok. 20 mln okupacyjnych „młynarek”. W lipcu 1943 przez kuriera dostarczono do Wielkiej Brytanii klisze banknotów 50, 100 i 500 zł, próby papierów, znaków wodnych oraz farb, co umożliwiło wyprodukowanie w ośrodku SOE – STS 38 Briggens ok. 50 mln okupacyjnych złotych. Znaczącym źródłem pozyskania pieniędzy na potrzeby AK stała się akcja „Góral”, tj. zbrojne przejęcie 12 sierpnia 1943 samochodu Banku Emisyjnego w Polsce. Po przygotowaniach trwających prawie 14 miesięcy, wskutek trwającej ok. dwie i pół minuty akcji przejęto na potrzeby AK ok. 105 mln zł, równowartość ok. miliona dolarów po ówczesnym czarnorynkowym kursie.
W kwietniu 1942 amerykański prezydent Franklin Delano Roosevelt przekazał dla polskich organizacji konspiracyjnych 1,5 mln dolarów dotacji, w lutym 1943 – 2,5 mln USD, w czerwcu 1944 – 10 mln USD. Brytyjskie Kierownictwo Operacji Specjalnych zadaniowało wywiad AK, otwierając na operację „Wachlarz” (brytyjski kryptonim: Big Scheme) ok. 3 mln USD kredytu. Od stycznia 1944 do marca 1945 brytyjski wywiad Secret Intelligence Service przekazywał co kwartał pół miliona USD na prowadzenie polskiego wywiadu; łącznie przekazano ok. 3 mln dolarów. Wszystkie dotacje w dolarach i złocie z przeznaczeniem do wysyłki do okupowanej Polski wyniosły łącznie ok. 20 mln USD, część z tego przekazano na potrzeby Delegatury Rządu na Kraj.
Środki finansowe dla AK przerzucane były początkowo przez kurierów trasami lądowymi (ok. 12 procent), następnie po uruchomieniu zrzutów drogą lotniczą przez cichociemnych, którzy przewozili je w parcianych pasach z kieszeniami, impregnowanych woskiem, paczkach oraz puszkach. Później waluty obce przerzucano głównie drogą lotniczą, natomiast okupacyjne złotówki w większości trasami lądowymi. Pieniądze ze zrzutów docierały do Oddziału IV (kwatermistrzostwo) Komendy Głównej AK dopiero po kilku tygodniach. Kwoty w obcych walutach wymagały powolnej wymiany na „czarnym rynku”, aby nie doprowadzić do obniżki cen. Ogółem przerzucane przez kurierów oraz cichociemnych kwoty nie wystarczały na wszystkie potrzeby.
Budżet ZWZ w 1941 wynosił ok. 517 tys. USD, w 1942 wydatki oszacowano na kwotę 4 mln USD. W 1943 budżet AK wynosił ok. 10 mln USD, w 1944 ok. 20 mln USD. Cichociemni przerzucili łącznie ok. 30,7 mln USD, ok. 374,8 tys. USD w złocie oraz ok. 15,5 mln RM. Kurierzy dostarczyli trasami lądowymi ok. 3,9 mln USD w banknotach i złocie oraz ok. 4,5 mln RM.

## Łączność Armii Krajowej
Łączność Armii Krajowej stanowiło ok. 57 radiostacji o kryptonimie „Wanda” (oznaczonych numerem), w tym: 10 radiostacji Komendy Głównej AK i Komendy Obszaru Warszawa AK (Wanda 1, 2, 3, 4, 7, 9, 13, 62, 96), 25 radiostacji w Komendach Okręgów lub Inspektoratów AK, 10 radiostacji w sieci lotniczej (oznaczonych numerami 300 i nast.) oraz 5 radiostacji przy dużych oddziałach partyzanckich. Prawie cała sieć łączności AK funkcjonowała w oparciu o otrzymane od Oddziału VI (Specjalnego) Sztabu Naczelnego Wodza przenośne radiostacje, tzw. pipsztoki głównie typu AP (AP-1, AP-2, AP-3, AP-4, AP-5), konstrukcji inż. Tadeusza Heftmana, produkowane przez Polskie Wojskowe Warsztaty Radiowe (Polish Wireless Research Unit) w Stanmore. Pracowało na nich 50 cichociemnych łącznościowców. Podczas powstania warszawskiego (sierpień – październik 1944) funkcjonowały radiostacje AK o kryptonimach: Wanda 1, 2, 3, 4, 7, 9, 13, 23, 23A, na których pracowało 12 cichociemnych.
Cała wojskowa łączność z Krajem, pomiędzy Sztabem Naczelnego Wodza (SNW) w Londynie a radiostacjami Armii Krajowej podlegała Oddziałowi VI (Specjalnemu). Centrum łączności radiowej miało w Wielkiej Brytanii dwa ośrodki: nadawczy w Chipperrfield Lodge, natomiast odbiorczy w pobliskim, odległym o dwa km Barnes Lodge k. Kings Langley. Używano 10, potem 16 radiostacji nadawczych, 39 odbiorczych oraz 48 anten. Sprzęt był głównie produkcji amerykańskiej (Halocrafter, R.C.A. i in.) oraz polskiej, produkcji Polskich Wojskowych Warsztatów Radiowych w Stanmore. Zrzuty cichociemnych, sprzętu i pieniędzy od 1943 obsługiwała radiostacja o kryptonimie „Mewa”, zlokalizowana w Mesagne, 15 km od Brindisi (Włochy).
Łączność odbywała się w systemie simplex, „na klucz”, nadawano szyfrowane depesze znakami Morse’a oraz kodem Q. Ze względów bezpieczeństwa, średni czas nadawania krótkiej depeszy wynosił ok. 10-20 min; średni czas jej odszyfrowania ok. 2 godz. Początkowo, do 1940 łączność ZWZ prowadzona była za pośrednictwem polskich radiostacji w Budapeszcie oraz Bukareszcie. Wykorzystywano do niej radiostacje konspiracyjnej produkcji o mocy ok. 25-35 W. Łączność Komendy Głównej AK z Okręgami AK prowadzona była za pośrednictwem centrali SNW: Warszawa – Londyn – Okręg lub Okręg – Londyn – Warszawa. Ośrodek szkoleniowy dla kandydatów na cichociemnych ze specjalnością w łączności funkcjonował początkowo w polskim ośrodku w Anstruther (1941/1942) przy 1 Samodzielnej Brygadzie Spadochronowej, potem w budynkach dawnego browaru Auchtertool (1942/1943), później w obiekcie dawnej Saint Margaret’s School for Girls w Polmont (1943/1944). Kursy łącznościowców ukończyło 213 kandydatów, spośród nich 51 zrzucono do okupowanej Polski (w tym 1 kuriera), do pracy na radiostacjach AK. Pozostali po ukończeniu szkolenia pracowali na radiostacjach w sieci łączności Sztabu Naczelnego Wodza.

## Zaopatrzenie AK w środki walki i in.
AK zaopatrywała się w sprzęt w drodze akcji bojowych (zdobyte wyposażenie niemieckie), alianckich zrzutów oraz własnej produkcji. Stałe zaopatrywanie konspiracyjnych struktur dywersyjnych, sabotażowych, partyzanckich oraz łączności Armii Krajowej w niezbędny sprzęt wojenny, broń, uzbrojenie i materiały było zadaniem Oddziału VI (Specjalnego) Sztabu Naczelnego Wodza. Sprzęt wojskowy: broń palna, lekki sprzęt przeciwpancerny, amunicja i materiały wybuchowe Oddział VI otrzymywał z brytyjskich magazynów wojskowych, za pośrednictwem polskiej sekcji SOE, która dostarczała go do tzw. stacji pakowania lub magazynów Oddziału VI. Od 1943 Oddział VI zaopatrywał się także w zdobyty przez aliantów poniemiecki sprzęt, broń i amunicję w brytyjskich magazynach przyfrontowych. Sprzęt radiowy oraz niezbędne podzespoły i części radiowe kupowano w Wielkiej Brytanii oraz w USA. Lekarstwa, sprzęt optyczny, ubrania cywilne, drobne przedmioty użytku osobistego dla skoczków kupowano w Wielkiej Brytanii, USA, Szwecji oraz Portugalii.
Zdobyte zaopatrzenie dla AK przekazywano do okupowanej Polski zrzutami lotniczymi, dzięki współpracy z SOE, początkowo głównie z tajnego lotniska RAF Tempsford, później z włoskiego lotniska Campo Cassale pod Brindisi. Zrzuty organizował oficer wywiadu z Oddziału VI mjr dypl. Jan Jaźwiński, polskie załogi latały w składzie 138 Dywizjonu RAF Specjalnego Przeznaczenia. Od końca 1943 zrzuty dla AK przeprowadzała także polska 1586 Eskadra Specjalnego Przeznaczenia. W latach 1941–1944 do Polski zrzucono 670 ton, odebrano 443 tony broni, amunicji i sprzętu. W tym czasie ruch oporu we Francji uzyskał 10 485 ton zrzutów, partyzanci jugosłowiańscy – 76 171 ton, a greccy – 5796 ton. 14 października 1943 organizator przerzutu lotniczego do Polski, mjr dypl. Jan Jaźwiński sporządził ściśle tajną notatkę – „Dane o wykonywaniu przez S.O.E. współpracy ze Sztabem N.W. w zakresie realizacji przerzutu zaopatrzenia dla A.K.” Napisał w niej m.in.:
„Na przestrzeni od sierpnia 1941 do chwili obecnej S.O.E. przejawia tendencję, aby hamować przerzut do Kraju. (…) Trzyletnia prawie współpraca z SOE pozwala z całą pewnością stwierdzić, że SOE (…) nie jest poważnie traktowane przez Air Ministry (…) oraz jest narzędziem rozgrywek Foreign Office (…). Stąd Przerzut zaopatrzenia dla Armii Krajowej – operacja ściśle wojskowa, jest przedmiotem wpływów wszelkich rozgrywek politycznych. (…) Istota rzeczy tkwi w fakcie, że istnieje niewątpliwie dyrektywa dla SOE i Air Ministry, aby ograniczyć przerzut dla Armii Krajowej do minimum nieistotnego (...)”.
Brytyjczycy nie dotrzymywali własnych ustaleń z Oddziałem VI ws. lotów ze zrzutami do Polski. W sezonie operacyjnym 1941/42 zaplanowano 30 lotów do Polski, wykonano tylko 11. W sezonie 1942/43 zaplanowano 100, wykonano zaledwie 46. W sezonie 1943/44 zaplanowano 300, wykonano tylko 172. Ponadto polskie załogi zdecydowaną większość lotów w operacjach specjalnych SOE wykonywały do innych krajów, W 1944 roku na 1282 wykonane loty polskie załogi poleciały tylko w 339 lotach do Polski. W zasobnikach i paczkach zrzucono zaopatrzenie o łącznej wadze netto 590 ton metrycznych – tyle, ile mógł przywieźć jeden pociąg. Całe wsparcie finansowe Brytyjczyków dla Polski stanowiło zaledwie ok. 2/3 dziennych wydatków Wielkiej Brytanii na wojnę.
Odbierane na zrzutowiskach zaopatrzenie dla AK przekazywane było do konspiracyjnych struktur bezpośrednio oraz za pośrednictwem Centrali Zaopatrzenia Terenu (CZT, kryptonim: „Zegar”, „Stadion”, „Czata”), podczas powstania warszawskiego z jej personelu uformowano batalion „Czata 49”. CZT kierowali cichociemni: od sierpnia 1943 ppłk. Henryk Krajewski ps. „Trzaska”, od maja 1944 ppłk. Tadeusz Runge ps. „Osa”. Armia Krajowa w 1944 roku dysponowała uzbrojeniem dla ok. 12,5 procenta żołnierzy .

## Działalność
Zadaniem Armii Krajowej było tworzenie struktur wojskowo-organizacyjnych na czas okupacji dla mobilizacji społeczeństwa do walki bieżącej, ochrona Polskiego Państwa Podziemnego oraz odtworzenie armii na czas otwartej walki o niepodległość, czyli przygotowanie kraju do powstania powszechnego. Działalność AK prowadzona była w dwóch formach: utworzenie struktur wojskowych i organizacyjnych na czas okupacji oraz przygotowania armii konspiracyjnej na czas otwartej walki o niepodległość. OSZ (Odtwarzanie Sił Zbrojnych) prowadzone było przez cały czas w okupacji i przyjęło formę tworzenia wojskowych struktur terenowych, w końcowym etapie wojskowych struktur taktycznych. Armia Krajowa budowała równoległy aparat administracyjny, tworząc Administrację Zmilitaryzowaną.
Według niemieckich statystyk między sierpniem 1942 a lipcem 1944 r. siły całego polskiego podziemia, w tym AK, zabiły 9671 Niemców oraz 11481 Polaków i Ukraińców podejrzewanych o współpracę z Niemcami.
Oddziały Polski Walczącej dokonały w latach 1942–1945 ponad 110 tysięcy większych akcji zbrojno-dywersyjnych, z czego 6243 akcje zostały przeprowadzone przez większe siły partyzanckie. W 1278 akcjach przeciwpartyzanckich obok specjalnych oddziałów policji i żandarmerii wziął udział Wehrmacht, w tym jednostki pancerne i lotnictwo. Wykonano ponad 2300 ataków na transport, wykolejono ok. 1300 pociągów, które wiozły wojsko lub zaopatrzenie na front. Polska konspiracja związała znaczne siły niemieckie – do walki z partyzantką Niemcy musieli ściągnąć siły odpowiadające 850 batalionom przeliczeniowym.
Polskie podziemie zlokalizowało bazy U-Bootów w całej Europie, zlokalizowało wszystkie zakłady Focke-Wulfa, rozpracowało produkcję bomb latających V-1 i rakiet V-2 w Peenemünde na wyspie Uznam, V-2 w Bliźnie. Udało mu się wykraść rakietę V-2, której najważniejsze części wysłano do Wielkiej Brytanii. Zdobyto plany niemieckiej operacji Zitadelle (bitwa na łuku kurskim) i przekazano je sojusznikom. Wspólnie z francuskim ruchem oporu zlokalizowano 162 wyrzutnie V-1 we Francji. Przekazano dowództwu radzieckiemu plany obrony Gdyni, zdobyto plany niemieckiej grupy armii „Środek”. Specyficzną metodą walki była działalność ekspropriacyjna. W akcji Góral, zdobyto 106 mln zł. Wywiad ofensywny AK systematycznie obserwował przemieszczenia jednostek niemieckich. Analizy przesyłane były do Sztabu Naczelnego Wodza w Londynie. Wywiad gospodarczy również zanotował sukcesy. Specyficznym środkiem walki z okupantem była działalność informacyjno-propagandowa. Najważniejszym zadaniem propagandy było podtrzymywanie oporu ludności i mobilizowanie do walki. Wydawano prasę konspiracyjną, wydawnictwa i ulotki. W ramach akcji N szerzono destrukcję w wojsku oraz wśród ludności niemieckiej.
Największe nasilenie akcji sabotażowych nastąpiło wiosną 1941, czyli w okresie, gdy Niemcy koncentrowali na ziemiach polskich ogromne siły Wehrmachtu i Luftwaffe przed uderzeniem na ZSRR. W następnej fazie uderzeniami objęto transporty paliw, amunicji i żywności oraz składy materiałów wojennych.
Przeprowadzenie zwycięskiego powstania powszechnego było celem strategicznym Armii Krajowej. Do czasu jego wybuchu planowano prowadzić walkę bieżącą. Opracowano kolejno dwa plany powstania powszechnego. Pod koniec 1943 roku plan powstania powszechnego zastąpiono planem „Burza”, uwzględniając sytuację, jaka nastąpi po wkroczeniu Armii Czerwonej.
Wiosną 1942 roku przystąpiono do opracowania planu Odtwarzania Sił Zbrojnych. Plan ten przewidywał odtworzenie wielkich jednostek (31 dywizji piechoty oraz jednej brygady pancerno-motorowej i ośmiu brygad kawalerii, w tym trzech zmotoryzowanych), które występowały w organizacji pokojowej Wojska Polskiego II RP w 1939.
29 czerwca 1942 roku Szef Głównego Sztabu Imperialnego wojsk brytyjskich poinformował gen. Sikorskiego, że wszelkie sprawy związane z Armią Krajową pozostają w kompetencji SOE (Special Operations Executive). W tym roku wywiad donosił gen. Sikorskiemu, że brytyjski Komitet Szefów Sztabów ocenia iż AK „jest przygotowana na rozgrywki wyłącznie z Sowietami (…) Wsparcie AK w Polsce jest przedsięwzięciem nieopłacalnym i może spowodować tylko komplikacje, co jest absolutnie niepożądane”.
Podstawowymi formami działania miały być sabotaż, dywersja, wywiad i propaganda. Dopiero w późniejszym okresie miano przystąpić do działań partyzanckich. Zgodnie z obowiązującą koncepcją walki zbrojnej, dywersją i sabotażem objęto przemysł ciężki, metalurgiczny, chemiczny, transport kolejowy i drogowy. Działalność ZWZ-AK w latach 1941–1943 to stopniowe przechodzenie od akcji sabotażowo-dywersyjnych do działań dywersyjno-partyzanckich. Komenda Główna AK ograniczała działalność Związku Odwetu, zakazując prowadzenia akcji zbrojnych w obawie przed represjami Niemców wobec ludności cywilnej zamieszkującej dany teren.
Na pytanie, czy na terror hitlerowców należy odpowiadać kontrterrorem, czy spowoduje on zmasowane represje okupanta, które wykrwawią tylko naród i osłabią siły, podziemne AK odpowiadała w „Biuletynie Informacyjnym” pt. Z bronią u nogi:
„Na dziś obowiązywać nas powinien rozkaz Naczelnego Wodza (…): czekać z bronią u nogi. Nie pozwalać się sprowokować. Obdarzać pełnym zaufaniem kierownictwo Kraju i Narodu, które ma warunki do bardziej obiektywnego poglądu na sprawy niż, przeciętny, pozbawiony informacji obywatel”.
Nasilający się terror niemiecki oraz akcje i aktywizacja oddziałów partyzanckich komunistów zmuszały AK do skorygowania dotychczasowej strategii. W grudniu 1942 r., wobec terroru niemieckiego na Zamojszczyźnie, oddziały Batalionów Chłopskich i AK przeprowadziły intensywne akcje partyzanckie o charakterze odwetowym. Akcje te odniosły pozytywny skutek, ograniczając terror okupanta. PPR wykorzystywała ten sukces w swojej propagandzie, która wytykała AK bierność.
W 1943 oddziały AK 39 razy atakowały patrole żandarmerii oraz stoczyły 130 walk. Ponadto wykolejono 99 pociągów i zniszczono 15 stacji kolejowych. Do większych należy zaliczyć bitwy: w lasach józefowskich, pod Pawłami, w lasach siekierzyńskich. Oddział Jana Piwnika „Ponurego” na Kielecczyźnie prowadził regularne bitwy z wojskami niemieckimi. Jego działalność doprowadziła jednak do masowych represji niemieckich wobec ludności wiejskiej.
W 1943 roku dowódca AK gen. Komorowski ps. „Bór” wydał rozkaz stanowiący podstawę zastosowania zasady odpowiedzialności zbiorowej wobec niemieckich osadników biorących udział w akcji wysiedlania Polaków z Zamojszczyzny, nakazując uderzenia na osady niemieckie, których mieszkańcy brali bezpośredni lub pośredni udział w zbrodniach okupanta („Wsie takie nakazałem spalić, a ludność wyciąć w pień”). Wydał również rozkaz odwetowych pacyfikacji osiedli ukraińskich podczas trwania rzezi wołyńskiej. W marcu 1944 roku oddziały Kedywu dokonały akcji pacyfikacyjnych w kilku wsiach ukraińskich. Zabijano osoby przypadkowe. Miejscowe struktury AK uznały, że w rezultacie akcji pacyfikacyjnych wymordowano niewinnych ludzi.
Jak twierdzi Dariusz Libionka, zasadnicza różnica między AK a GL-AL odnośnie do ich stosunku do Żydów była taka, że Żydzi mogli funkcjonować w GL, zachowując swoją tożsamość, a w AK nie. Jak stwierdza Stanisław Meducki, Żydzi w oddziałach AK znajdowali się sporadycznie i wyjątkowo, a nawet ci ukrywali swoje pochodzenie, mając nawet tzw. „dobry” niesemicki wygląd. Dochodziło wręcz do zbrodni poszczególnych oddziałów dokonywanych na ukrywających się Żydach (np. w kwietniu 1943 roku oddział Armii Krajowej – „Barwy Białe” z obwodu Ćmielów dokonał mordu na siedmiu Żydach ukrywających się we wsi Goździelin, a w sierpniu ten sam oddział zamordował ok. 50 Żydów w lasach siekierzyńskich).
Dowódca Armii Krajowej gen. Komorowski, uznając duże prawdopodobieństwo wejścia w konflikt zbrojny z oddziałami komunistycznej Gwardii Ludowej i partyzantów radzieckich, informował w październiku 1943 roku rząd w Londynie o konieczności wprowadzenia do kraju w „krytycznym momencie” nie tylko oddziałów Sił Zbrojnych na Zachodzie, ale też jednostek anglosaskich do wsparcia AK w walce z siłami komunistycznymi.
Początkiem 1944 okręgi AK przygotowywały się do realizacji „Burzy”. Kontynuowano też walkę bieżącą. Nasilono wywiad ofensywny i polityczny oraz likwidację dygnitarzy niemieckich i konfidentów. Prowadzono szkolenie i konspiracyjną produkcję broni. Po przyłączeniu się niektórych oddziałów Narodowych Sił Zbrojnych w struktury AK, w szeregach NSZ doszło do wewnętrznych walk między zwolennikami połączenia z AK i przeciwnikami tej koncepcji. Samozwańczy Sąd Wojenny przy Komendzie Głównej NSZ wydał wyroki śmierci na oficerach NSZ którzy dołączyli do Armii Krajowej.
Wiosną 1944 nasiliły się działania partyzanckie na obszarach centralnych. Koncentracja oddziałów partyzanckich spowodowała, że Niemcy rozpoczęli operacje przeciwpartyzanckie. Jedna z nich Operacja Sturmwind II, doprowadziła na Lubelszczyźnie do rozbicia pod Osuchami zgrupowania oddziałów AK i BCh pod dowództwem mjr. Edwarda Markiewicza ps. „Kalina”. Była to największa klęska w dziejach partyzanckich działań Armii Krajowej. Przestało istnieć prawie 1200-osobowe zgrupowanie partyzanckie.
Porozumienie zawarte pomiędzy PKWN a ZSRR z 27 lipca 1944 roku wytyczało granicę polsko-radziecką wzdłuż tzw. linii Curzona. Wobec obsadzenia linii granicznej przez oddziały pograniczne NKWD spowodowało to odcięcie od dowództwa w Polsce centralnej struktur AK działających na obszarze na wschód od linii Curzona. W okresie od sierpnia 1944 roku do maja 1945 roku podstawowym zadaniem tamtejszego podziemia zdominowanego przez AK była obrona przed sowietyzacją i podtrzymywanie ducha oporu ludności polskiej, którą władze ZSRR starały się skłonić do wyjazdu na zachód.
Po wycofaniu się 27. Wołyńskiej Dywizji Piechoty AK na Lubelszczyznę i rozbrojeniu oddziałów AK przez wkraczającą Armię Czerwoną, szkieletowa siatka AK utrzymała się jedynie w zachodniej części Wołynia. W lipcu 1944 roku oddziały AK na Wileńszczyźnie, Nowogródczyźnie i Grodzieńszczyźnie liczyły kilkanaście tysięcy żołnierzy. W ramach akcji „Burza” przeprowadziły operację „Ostra Brama” (powstanie wileńskie), czyli zdobycie Wilna wspólnie z nacierającą Armią Czerwoną. Jednak 17 lipca 1944 roku oddziały AK zostały rozbrojone przez NKWD. W głąb ZSRR wywieziono ponad 6 tysięcy akowców. NKWD stosowała systematyczny system represji wobec polskiej ludności i struktur AK.

### Akcja „Burza”

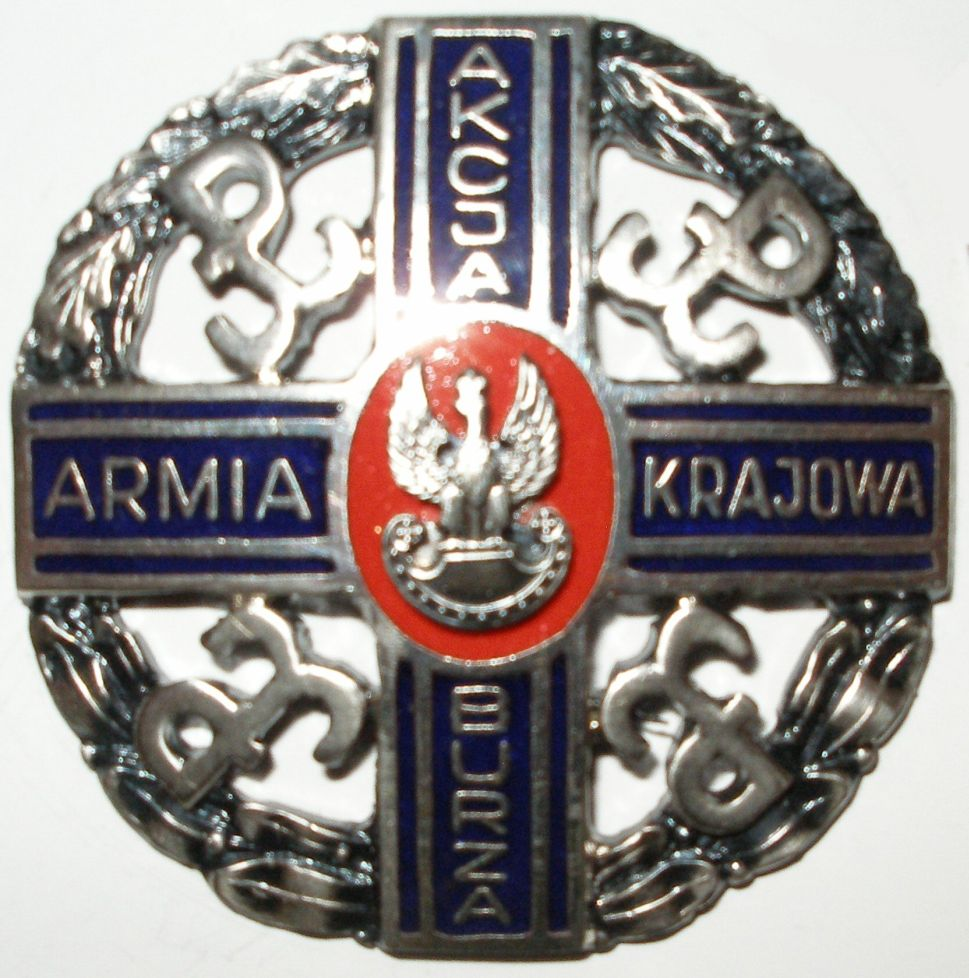
Odznaka AK przyznawana za udział w akcji „Burza”

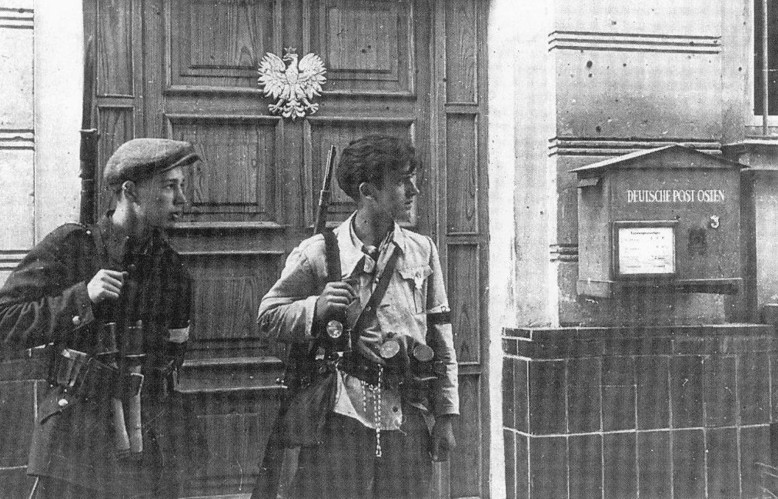
Żołnierze AK podczas akcji „Burza” w Lublinie, lipiec 1944

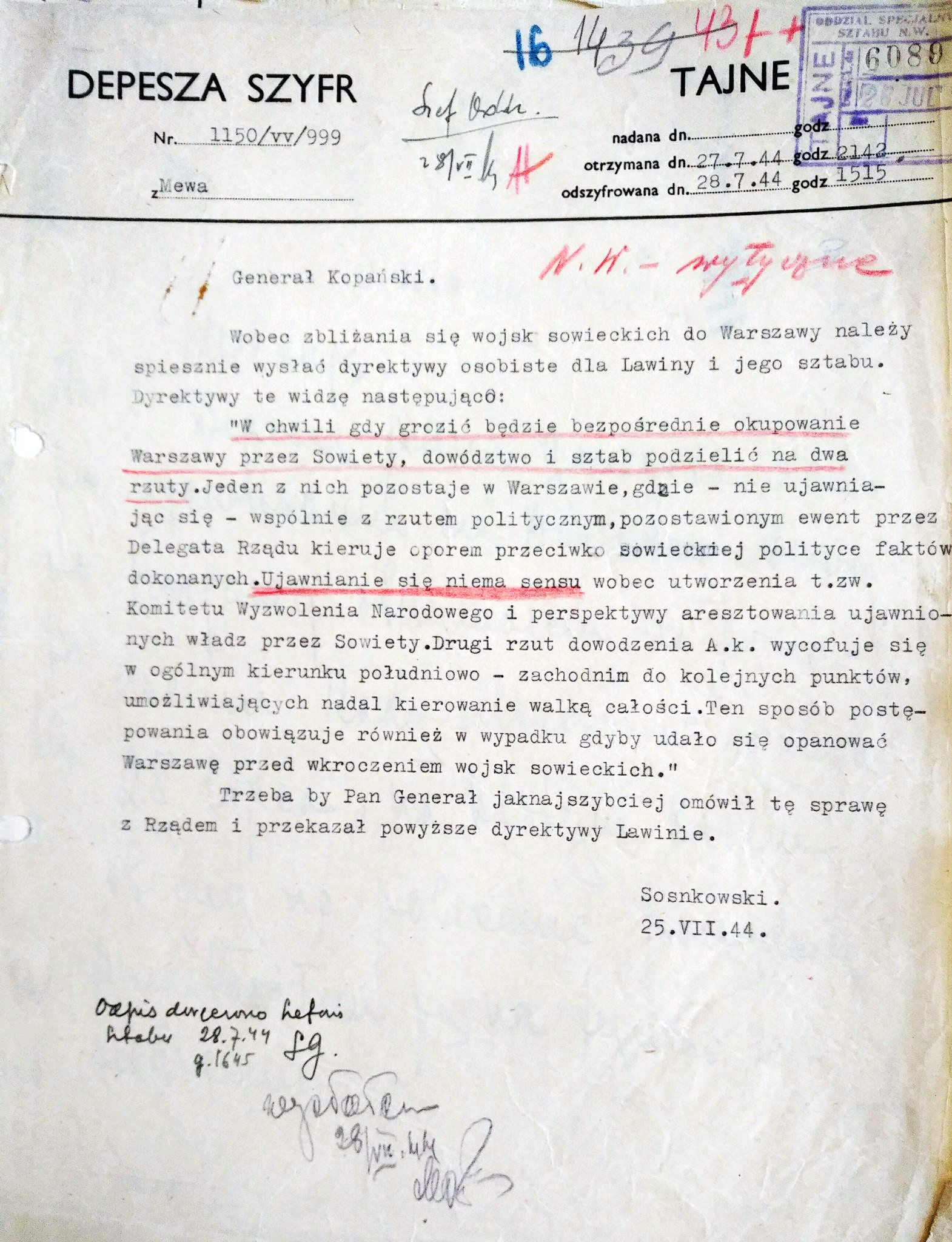
Depesza Naczelnego Wodza gen. Kazimierza Sosnkowskiego z 25 lipca 1944 do szefa sztabu NW gen. Stanisława Kopańskiego z dyrektywami dla dowódcy Armii Krajowej gen. Tadeusza Komorowskiego ps. „Bór” w związku z utworzeniem Polskiego Komitetu Wyzwolenia Narodowego

Zgodnie z koncepcją sztabową, przygotowywaną przez Komendę Główną AK oraz Sztab Naczelnego Wodza w Londynie, jednym z głównych zadań Armii Krajowej było „przygotowanie i zwycięskie przeprowadzenie powstania zbrojnego – z chwilą wkroczenia na ziemie polskie regularnych wojsk polskich odtworzonych na obczyźnie”.
Wydarzenia w 1943 r. na froncie sowiecko-niemieckim postawiły przed rządem polskim w Londynie kwestię ustosunkowania się do prawdopodobnego wkroczenia Armii Czerwonej na ziemie polskie. 26 października 1943 r. Rząd Naczelnego Wodza wydał instrukcję dla kraju. Zakładała ona prowadzenie działań sabotażowo-dywersyjnych wymierzonych w cofające się oddziały niemieckie. W instrukcji zaznaczono, że w warunkach braku unormowanych stosunków polsko-sowieckich, władze cywilne i wojskowe pozostaną w konspiracji.
Na podstawie instrukcji Rządu i Naczelnego Wodza dowódca Armii Krajowej gen. Tadeusz Komorowski „Bór” wydał 20 listopada 1943 rozkaz nakazujący rozpoczęcie przygotowań do zbrojnej operacji kryptonim „Burza”. Rozkaz ten przewidywał ujawnienie wobec Sowietów władz wojskowych i cywilnych. Armia Krajowa, wobec wkraczających wojsk sowieckich, miała wystąpić w roli gospodarza. Było to w sprzeczności z instrukcją naczelnego wodza nakazującą konspirację. W Komendzie Głównej AK zwyciężył pogląd porozumienia z Armią Czerwoną. Uważano, że bez współdziałania taktycznego, dalsze kontynuowanie walki jest wielce ryzykowne i mogące narazić oddziały partyzanckie na represje i rozbrojenie.

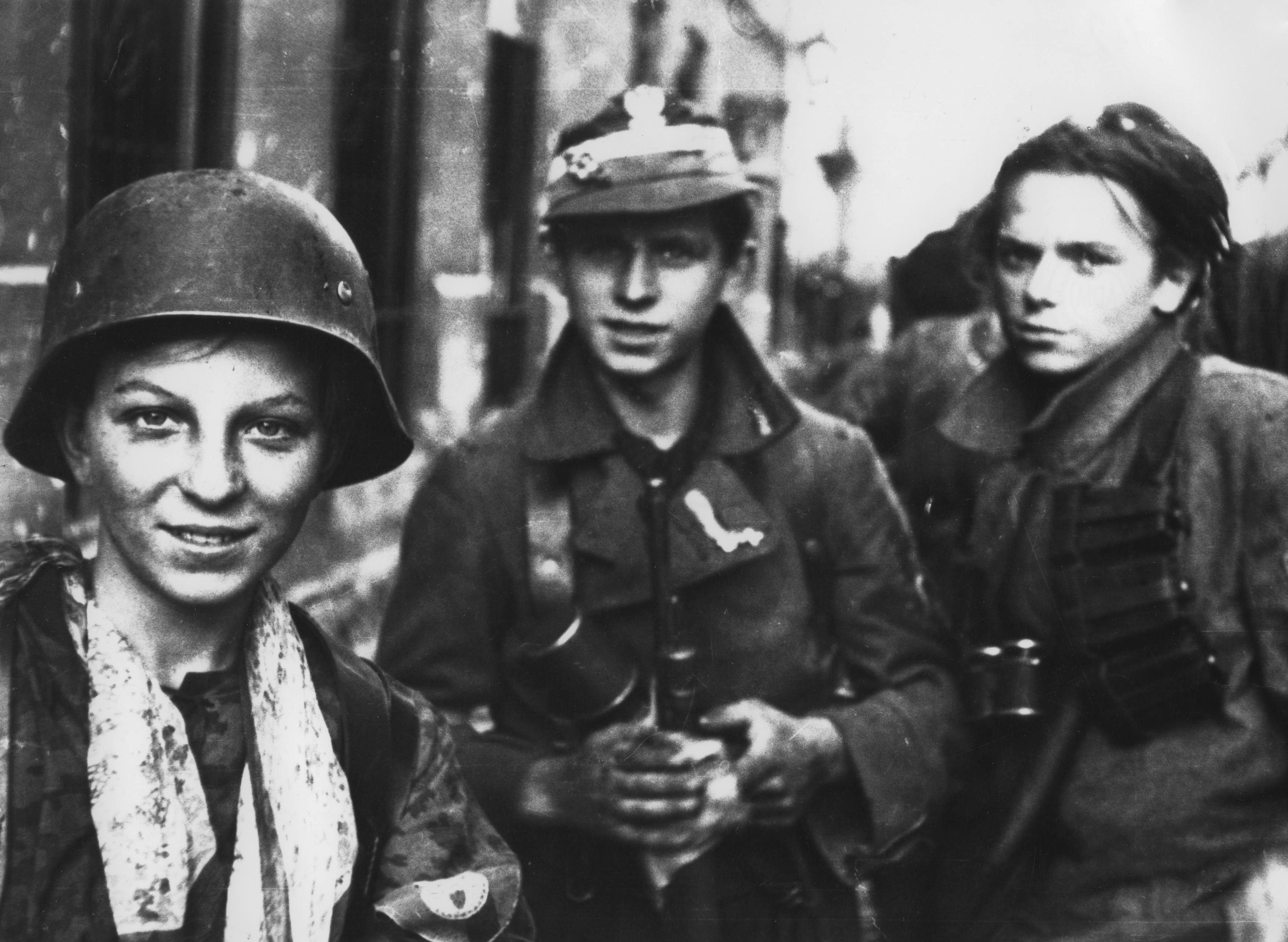
Powstańcy warszawscy

2 lutego 1944 r. Rada Ministrów zaakceptowała rozkaz dowódcy AK. Oceniając decyzję „Bora”, Naczelny Wódz pisał: cyt. „Motywy Waszej decyzji ujawnienia się – aby wobec wkraczających w ziemie polskie Rosjan reprezentował Rzeczpospolitą i jej legalne władze – zasługują na najwyższy szacunek”. Na początku lipca 1944 r. zmodyfikowano część dotychczasowych założeń „Burzy”, obejmując nią duże kresowe miasta: Wilno i Lwów, a później Warszawę.
W nocy z 3 na 4 stycznia 1944 r. Armia Czerwona przekroczyła przedwojenną granicę Rzeczypospolitej w okolicach Rokitna. Na Wołyniu oddziały AK podjęły współpracę taktyczną z oddziałami Armii Czerwonej. Wspólnie toczyły walkę z cofającymi się wojskami niemieckimi i oddziałami nacjonalistów ukraińskich.
Pierwsze kontakty nie pozostawiały jednak złudzeń, co do rzeczywistych zamiarów Sowietów. Nie godzili się oni na respektowanie polskich oddziałów partyzanckich i administracji cywilnej podległej rządowi w Londynie. Dowódca AK w meldunku do Naczelnego Wodza z 19 kwietnia 1944 r. pisał: „Niczego dobrego z tamtej strony nie oczekujemy, nie łudzimy się też możliwą ich lojalnością współpracy z niepodległymi czynnikami polskimi”'. Żołnierzy AK czekały aresztowania, zsyłki, obozy, wcielenia do Armii Czerwonej lub do armii Berlinga.
Mimo lokalnych osiągnięć militarnych, „Burza” w sensie politycznym zakończyła się niepowodzeniem. Respektowanie praw suwerennych władz polskich nie leżało w planach Stalina.

### Powstanie warszawskie
Powstanie warszawskie nie było zaplanowane jako część planu „Burza”, jednak sytuacja polityczna i militarna oraz zamiary niemieckie wobec Warszawy i jej ludności skłoniły Delegata Rządu na Kraj i dowództwo AK do podjęcia walki o stolicę. Siły Armii Krajowej w Warszawie liczyły 50 tys. żołnierzy, dowodzonych przez ppłk. Antoniego Chruściela „Montera”. Do działań przystąpiły także oddziały innych ugrupowań, które podporządkowały się dowództwu AK: Narodowe Siły Zbrojne, Polska Armia Ludowa, Korpus Bezpieczeństwa, Armia Ludowa (łącznie ok. 5 tysięcy).
1 sierpnia 1944 r. Józef Stalin wydał dyrektywę 220169, nakazującą bezwzględne rozbrajanie oddziałów AK i innych organizacji wojskowych, niepodporządkowanych Polskiemu Komitetowi Wyzwolenia Narodowego. By przyspieszyć upadek powstania Stalin wydał dowódcom frontów dyrektywy do wyłapywania oddziałów partyzanckich AK, dążących na pomoc powstaniu i przedzierających się ze wschodnich obszarów Polski przez linię frontu do Warszawy. Stalin nie zatwierdził też planu zdobycia Warszawy, przedstawionego przez marszałka Rokossowskiego 8 sierpnia 1944 roku.
Żołnierze Armii Krajowej zostali uznani za kombatantów przez Wielką Brytanię dopiero 29 sierpnia 1944 roku (29 lipca tego roku brytyjskie władze odmówiły władzom polskim przyznanie im takiego statusu), a Stany Zjednoczone 3 września 1944 roku.
Udział w powstaniu żołnierzy AK nie zawsze powodował pozytywne oceny nawet wśród osób z kręgu obozu londyńskiego. Sam gen. Komorowski ps. „Bór” wspominał: „Wie pan, co mnie tak bardzo bolało, to ci, którzy przyjmowali naszych żołnierzy AK jako podpalaczy Warszawy, nawet na Zachodzie. (…) Mam na myśli wypadki w Dywizji Pancernej oraz w II Korpusie”. Nastroje społeczności warszawskiej w stosunku do żołnierzy AK też ulegały zmianie. Po początkowej euforii już 5 sierpnia niepokojąco zmieniła się atmosfera społeczna na Starym Mieście. Jak pisano w jednym z meldunków: „W ciągu ostatnich dwóch dni nastrój ludności spadł o 75%. Ludność przestaje pomagać. Nie daje kwater ani żywności. Oficerowie chcą się demobilizować”. 12 sierpnia w rejonie Śródmieścia odnotowano przypadki darcia Biuletynu Informacyjnego AK. 12 sierpnia w raporcie ze Śródmieścia pisano: „Opinia publiczna jest wyraźnie zaniepokojona faktem przedłużania się powstania i brakiem koncepcji wyjścia z sytuacji. W rozmowach stawia się zarzuty, że powstanie było aktem nieprzemyślanym i nienależycie zorganizowanym, szczególnie na odcinku pomocy z Londynu. Brak zrzutu broni, względnie chociaż żywności i całkowita bierność aliantów jest dla opinii publicznej niezrozumiała. (…) Na tym tle powstają nastroje prorosyjskie, wytwarza się niechęć do AK, rozdmuchiwana przez członków ugrupowań, które jeszcze przed wybuchem powstania odnosiły się do AK nieprzyjaźnie (Narodowe Siły Zbrojne i ugrupowania pokrewne). (…) Inne środowiska bynajmniej nie lewicowe są rozgoryczony na Mikołajczyka że nie doprowadził do ugody z komitetem Chełmskim.”. Negatywne postawy wobec powstania pogłębione niezwykle ciężkimi warunkami bytowania i terrorem nieprzyjaciela niemal bezustannie ostrzeliwującego miasto z artylerii oraz dokonującego bombardowań lotniczych, prowadziły do otwartych wystąpień mieszkańców stolicy. Tak było w końcowej fazie oblężenia Starówki, kiedy ludność wieszała białe flagi, domagała się od dowództwa kapitulacji, na megafonowe wezwania Niemców masowo przechodziła do nich, a nawet próbowała rozbierać barykady. W tych ostatnich wypadkach powstańcy z AK używali broni.

### AK pod okupacją niemiecką i sowiecką po kapitulacji powstania warszawskiego

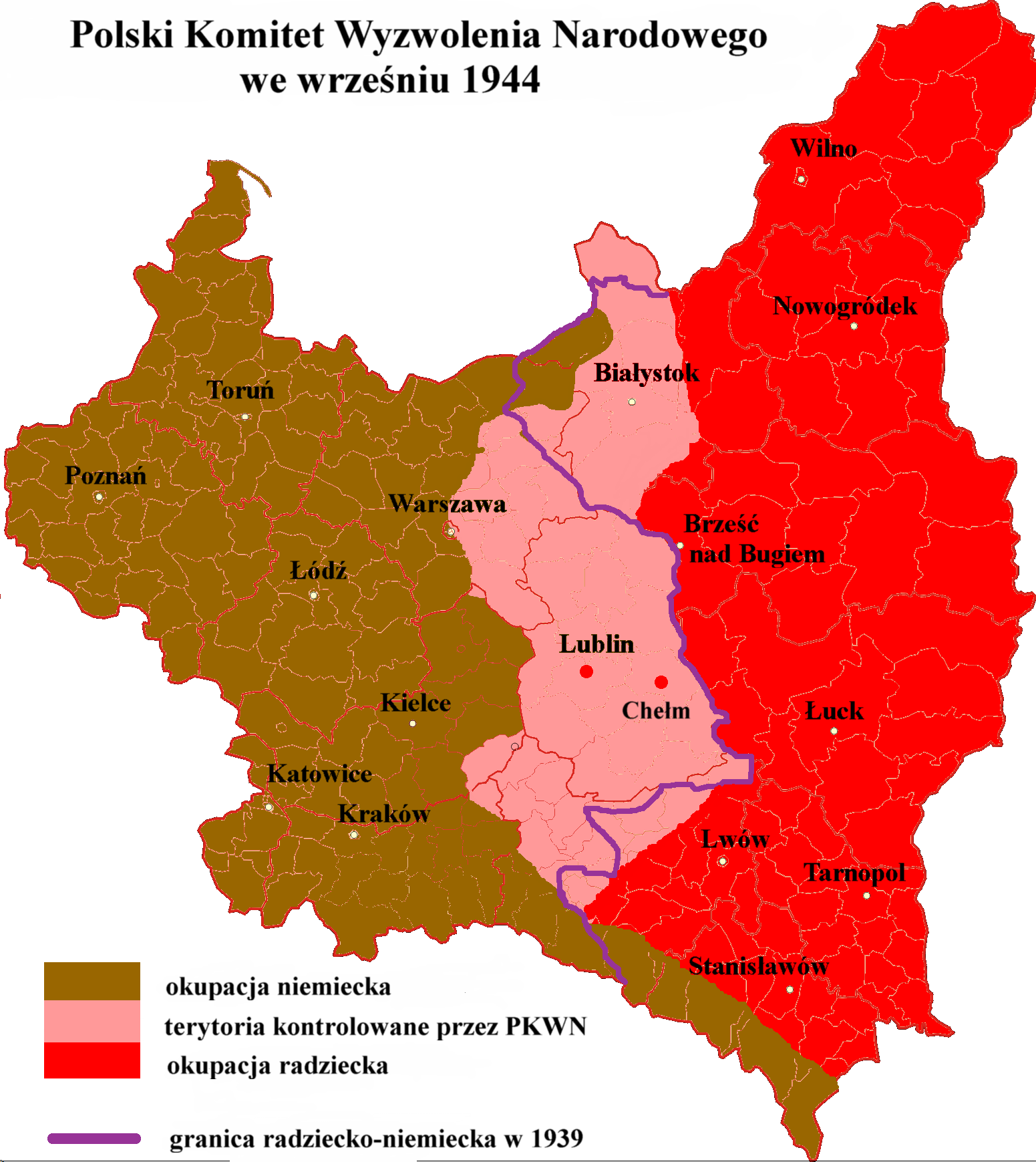
Terytoria kontrolowane przez Polski Komitet Wyzwolenia Narodowego we wrześniu 1944 roku

Po klęsce powstania warszawskiego struktury AK ogarnął kryzys zaufania i chaos organizacyjny. Na początku października 1944 roku wysłannik Naczelnego Wodza do Polski meldował o „potwornym chaosie i samowoli” oraz „anarchii” w okręgach AK.
W tym samym czasie dowódca AK gen. Okulicki pisał: „Z jednej strony AL, z drugiej NSZ, a w środku AK bez dowódcy i z ogromną ilością wewnętrznych ambicji i intryg”, dodając po zostaniu dowódcą AK w depeszy do Prezydenta RP „(...) w wyniku przegranej bitwy warszawskiej w szeregach Armii Krajowej na prowincji wystąpiły poważne objawy rozprężenia”.
Wielu członków Komendy Głównej Armii Krajowej dostało się do niemieckiej niewoli. Doszło do zerwania łączności pomiędzy KG AK i poszczególnymi okręgami. W czasie akcji „Burza” wielu dowódców i żołnierzy AK zdekonspirowało się przed miejscową ludnością, co ułatwiło zadanie NKWD i Smiersz. Nowy komendant AK gen. Leopold Okulicki ps. „Niedźwiadek” znalazł się na obszarze okupowanym przez Niemców, nie mając możliwości nawiązania kontaktu z okręgami położonymi na terenach zajętych przez Armię Czerwoną (Białystok, Lublin, Podokręg Wschodni Obszaru Warszawskiego, Podokręg Rzeszów z Okręgu Kraków).
Klęska powstania warszawskiego i postępowanie ZSRR, które nie pozostawiało wątpliwości co do jego stosunku do suwerenności i niepodległości Polski spowodowały, że Krajowa Rada Ministrów 15 grudnia 1944 roku postanowiła skoncentrować dalsze działania w ramach planu „Burza” na obronie ludności cywilnej, a walkę z Niemcami prowadzić przy użyciu minimalnych sił. Oddziały AK miały zaniechać udzielania jakiejkolwiek pomocy jednostkom Armii Czerwonej i nie ujawniać się przed nimi. Okulicki w wytycznych dla prezydenta z 9 grudnia 1944 roku był przekonany, że należy pracę konspiracyjną tak nastawić, aby mogła ona przetrwać okupację sowiecką i wzmożony nacisk NKWD. Stanowisko to było sprzeczne z wizją premiera Stanisława Mikołajczyka i szefa Sztabu Generalnego gen. Stanisława Kopańskiego, którzy opowiadali się za kontynuowaniem planu „Burza”.
Konflikt między gen. Okulickim a ekipą Mikołajczyka przejawiał się również w tym, że władze w Londynie zwlekały z zatwierdzeniem decyzji „Bora” o mianowaniu Okulickiego komendantem głównym AK. Uczyniły to 3 listopada, gdy prezydent Raczkiewicz uznał Okulickiego pełniącym obowiązki komendanta głównego AK (bez prawa jednak odwoływania i powoływania komendantów okręgów) do czasu mianowania przez prezydenta nowego komendanta głównego. Dopiero 21 grudnia 1944 prezydent Władysław Raczkiewicz na wniosek nowego już premiera Tomasza Arciszewskiego, mianował generała Okulickiego komendantem głównym AK na obszar obu okupacji nadal jednak z ograniczonymi w stosunku do „Bora” kompetencjami (przeciwko czemu Okulicki protestował). W ten sposób kierownictwo podziemia wojskowego straciło wcześniejszą, dominującą w stosunku do władz w Londynie pozycję w kwestiach spraw krajowych.
Na terytorium tzw. Polski Lubelskiej, zgodnie z wytycznymi Józefa Stalina w październiku 1944 przyjęto wobec AK kurs totalnej konfrontacji. Władysław Gomułka w przemówieniu z 10 października 1944 roku stwierdził, że bez zniszczenia ludzi Polskiego Państwa Podziemnego (których nazwał reakcją) budowa nowego ludowo-demokratycznego państwa nie ma szans powodzenia. Postanowiono wykorzystać terror państwowy jako podstawę niszczenia wszystkich przeciwników. W celu działań przeciwko podziemiu utworzono 64. Zbiorczą Dywizję NKWD, w następnym roku powołano jeszcze 62. i 63. dywizję. W okresie letnim i wczesnojesiennym 1944 roku organa radzieckie pojmały, a następnie zesłały w głąb ZSRR 12–15 tys. żołnierzy AK z terytorium Polski Lubelskiej. Po zaostrzeniu kursu w październiku 1944 roku NKWD i Urząd Bezpieczeństwa aresztowały ponad 15 tys. osób, z czego ponad 9 tys. stanowili żołnierze AK. Jak wynika z dokumentacji Okręgu Lublin AK-DSZ straty poniesione przez jego dowództwo od sierpnia 1944 roku do września 1945 roku przewyższały szkody niemieckiego okupanta za okres 1939–1944.
Od początku 1945 roku kontakty AK z rządem w Londynie były cenzurowane przez władze brytyjskie, a kontakty rządu z oddziałami za linią Curzona zostały przez Brytyjczyków przerwane.

## Rozwiązanie Armii Krajowej
Operacja wiślańsko-odrzańska zaczęta przez Armię Czerwoną 12 stycznia 1945 roku uwolniła przedwojenne terytorium państwa polskiego spod okupacji niemieckiej. Działania zbrojne AK na tym obszarze miały ograniczony zasięg, „Burzę” zastąpiono akcją „Deszcz”. Stając w obliczu niebezpieczeństwa, związanego z dalszym trwaniem AK w strefie działania Armii Czerwonej, gen. Leopold Okulicki 19 stycznia 1945 roku wydał rozkaz rozwiązujący Armię Krajową. Jednocześnie Okulicki w tym samym dniu skierował do najwyższych dowódców AK tajny rozkaz, w którym polecił im nie ujawniać się. Ich zadaniem miało być zachowanie małych, dobrze zakonspirowanych sztabów i całej sieci radiowej.
22 stycznia 1945 r. Okulicki skierował do komendantów rejonowych poufne polecenie nakazując ukryć posiadaną broń i sprzęt, przejść najbardziej zaufanym kadrom do ścisłej konspiracji, a w razie dekonspiracji przenieść do nowych baz. Zalecał też utrzymywanie łączności z dowództwem nowej, kadrowej organizacji NIE. Rozkazy dowódców AK ze stycznia 1945 r. spowodowały, że pewna grupa członków AK ujawniła się, część rozpoczęła normalną pracę bez ujawniania się, inni rozpoczęli walkę zbrojną. Rozwiązanie AK ułatwiło oczyszczenie szeregów z osób zniechęconych do dalszej walki, zdekonspirowanych oraz tych, którzy nie byli przeciwnikami nowego ustroju.
Akt rozwiązania Armii Krajowej potwierdziło przemówienie radiowe Prezydenta RP z dnia 8 lutego 1945, którego pierwsze zdanie brzmiało: „Z chwilą wyparcia niemieckiego najeźdźcy z Polski przez Armię Czerwoną ustały działania zbrojne na obszarach naszego kraju i oddziały Armii Krajowej zostały rozwiązane...”.

## Straty personalne
Straty w walce: około 100 tys. poległych, 50 tys. wywiezionych do ZSRR i uwięzionych. Po wojnie część akowców odmówiła demobilizacji i kontynuowała walkę w różnych organizacjach jak:
- Delegatura Sił Zbrojnych na Kraj,
- Ruch Oporu Armii Krajowej,
- Zrzeszenie Wolność i Niezawisłość,
- Konspiracyjne Wojsko Polskie,
- Narodowa Organizacja Wojskowa,
- Narodowe Siły Zbrojne,
- Wielkopolska Samodzielna Grupa Ochotnicza Warta i inne.

Masowe prześladowania członków tych organizacji, określanych w późniejszym okresie również jako żołnierze wyklęci, trwały przez cały okres stalinowski.
Niektórzy z żołnierzy AK wstąpili do formacji o charakterze milicyjnym (Milicja Obywatelska) lub do komunistycznych służb bezpieczeństwa (UB, Korpus Bezpieczeństwa Wewnętrznego) (m.in. Henryk Wendrowski czy Marian Reniak), jeszcze inni do ludowego Wojska Polskiego, skąd od 1949 byli systematycznie usuwani.

## Armia Krajowa w „Polsce Ludowej”

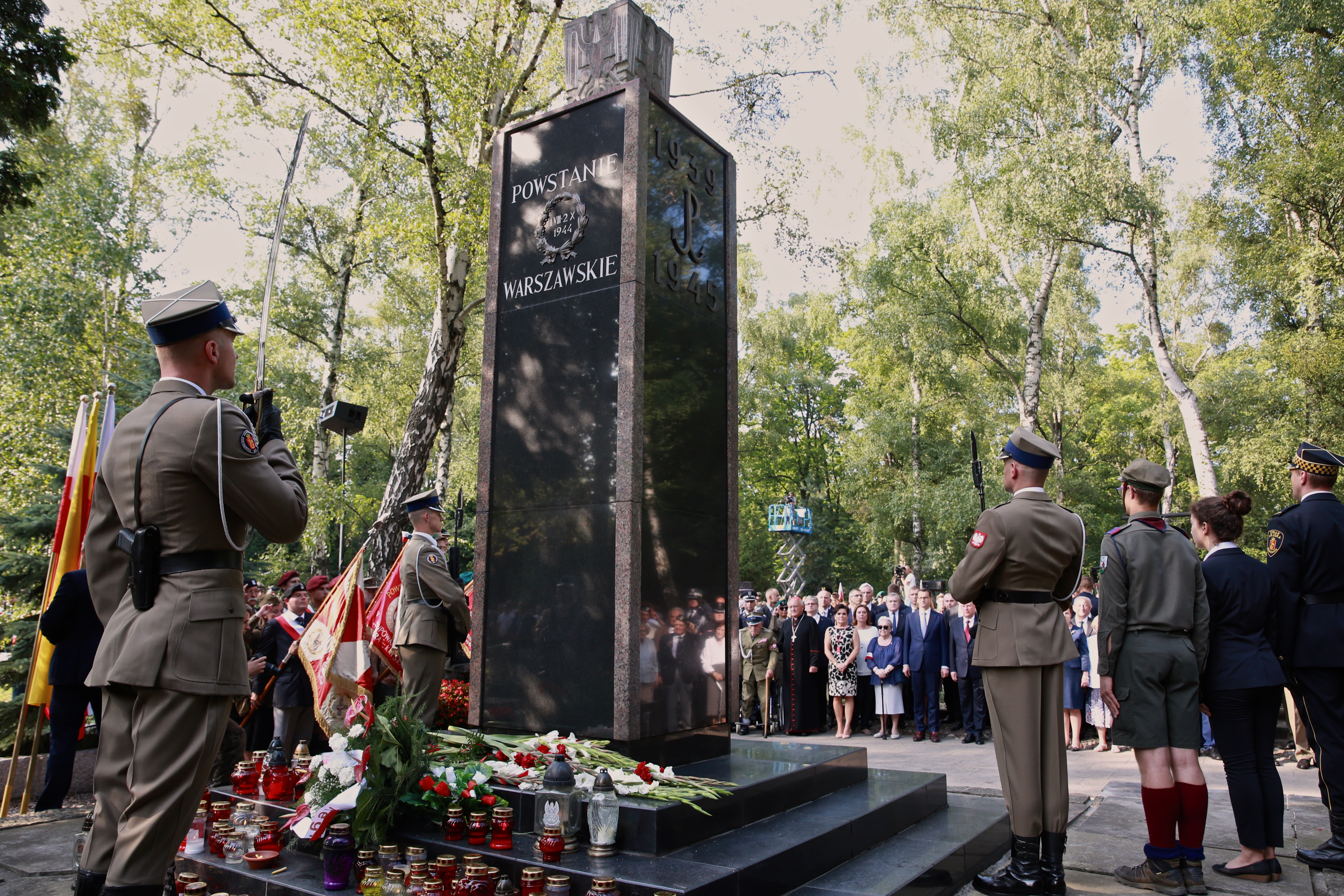
Pomnik Gloria Victis w Warszawie z 1946 roku na cmentarzu Wojskowym na Powązkach

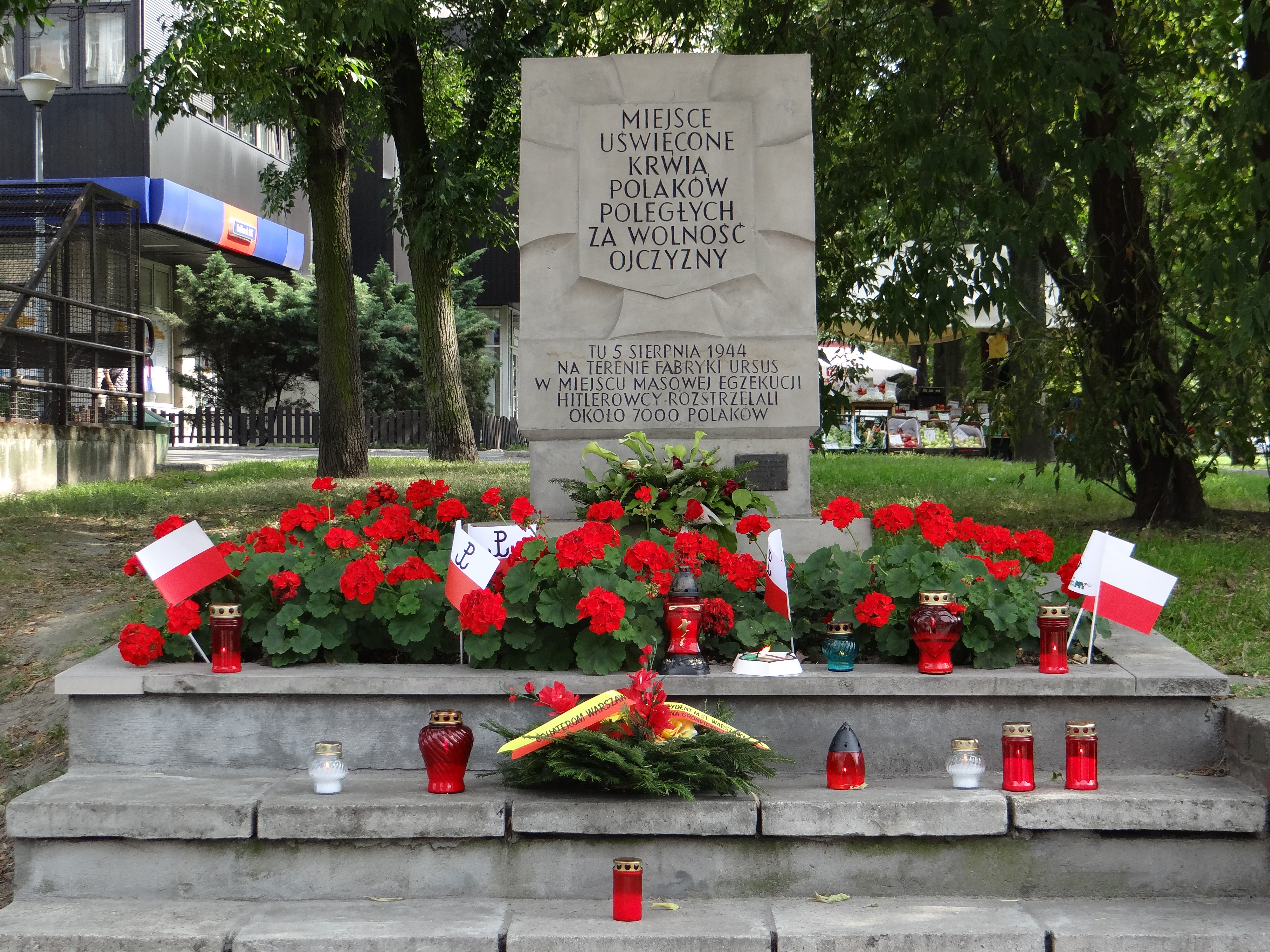
Tablica Tchorka upamiętniająca miejsce masowych egzekucji przy ul. Wolskiej 55

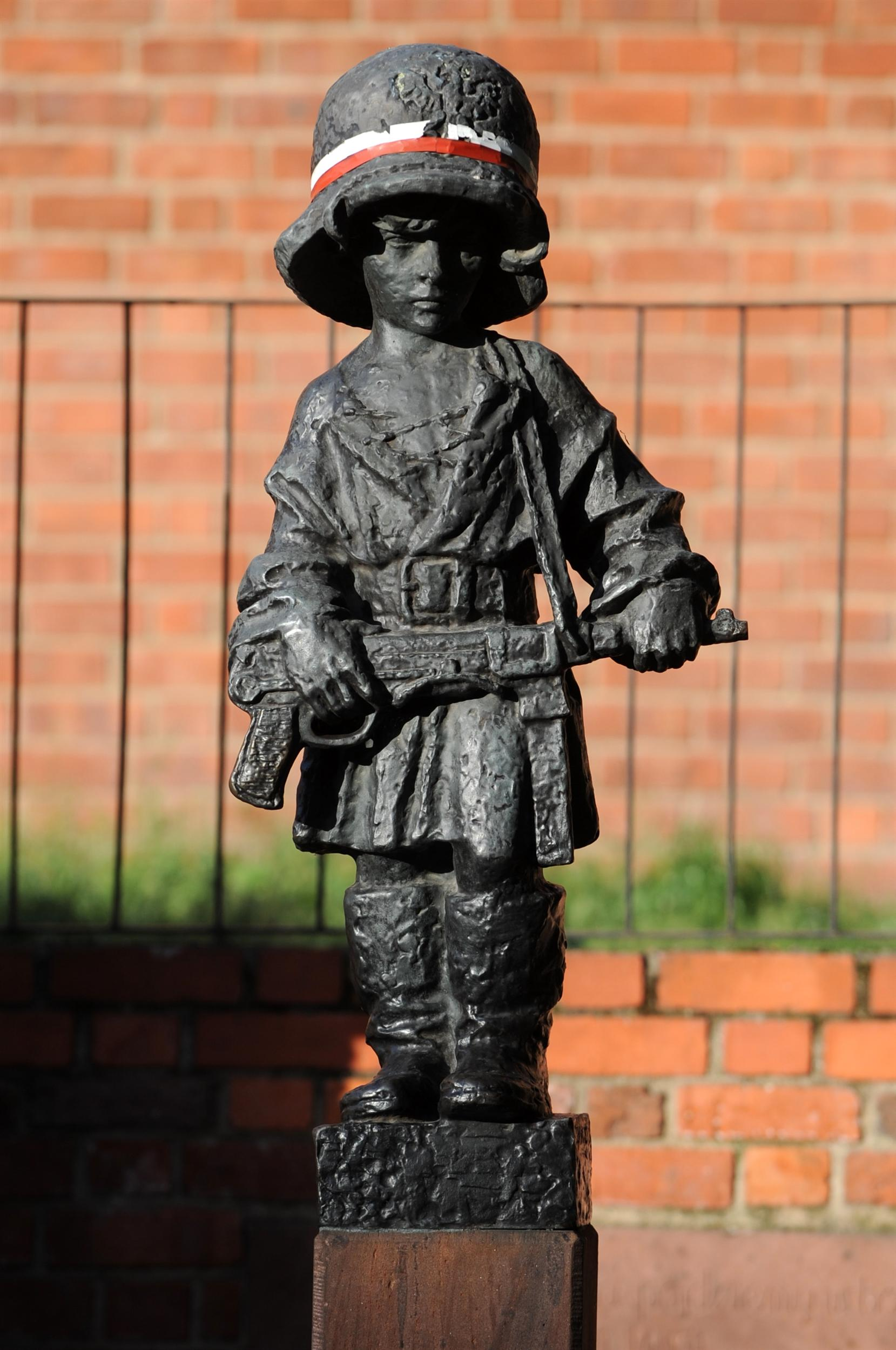
Pomnik Małego Powstańca z 1983 roku przy ul. Podwale w Warszawie

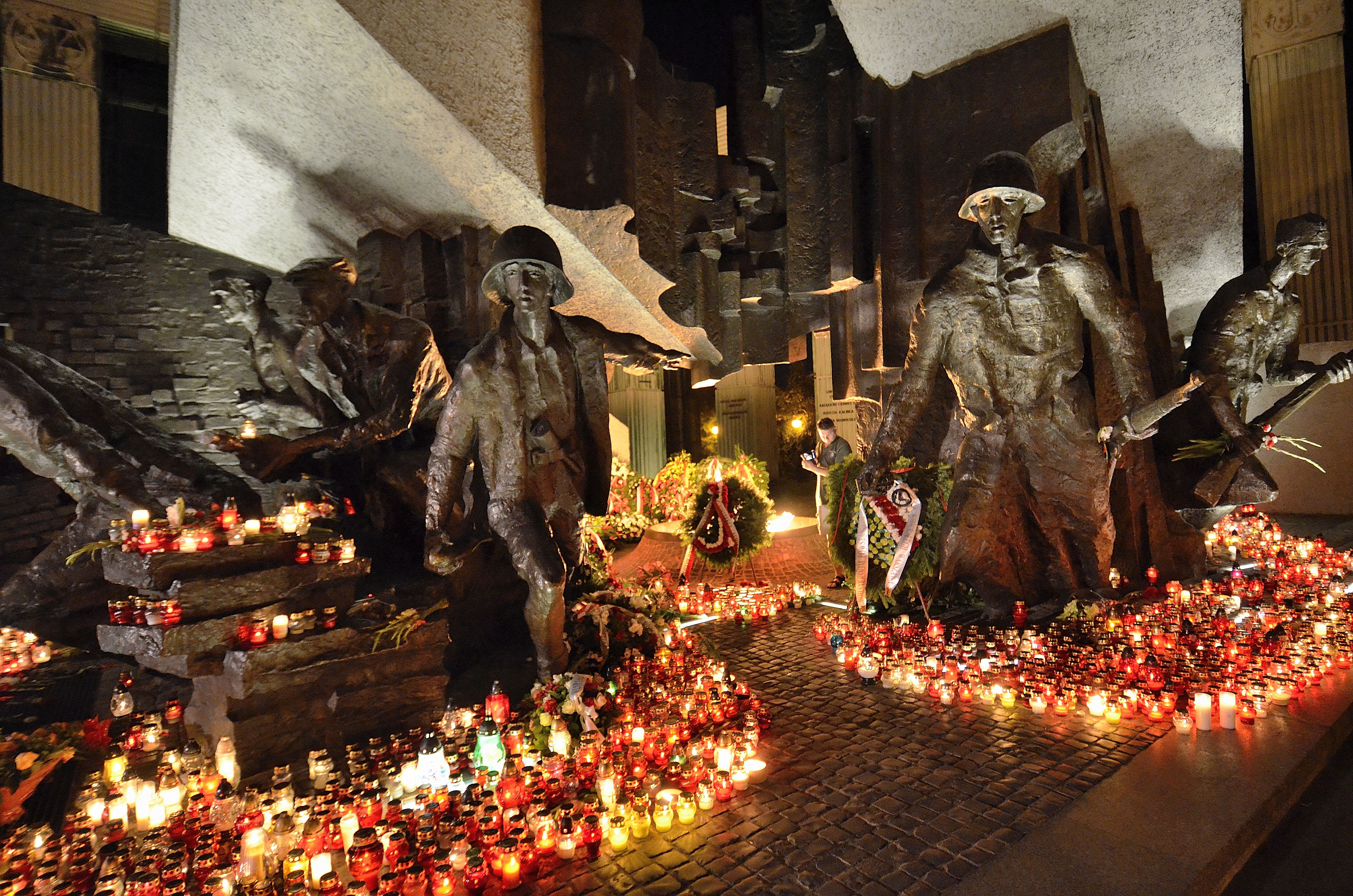
Fragment Pomnika Powstania Warszawskiego z 1989 roku na pl. Krasińskich w Warszawie

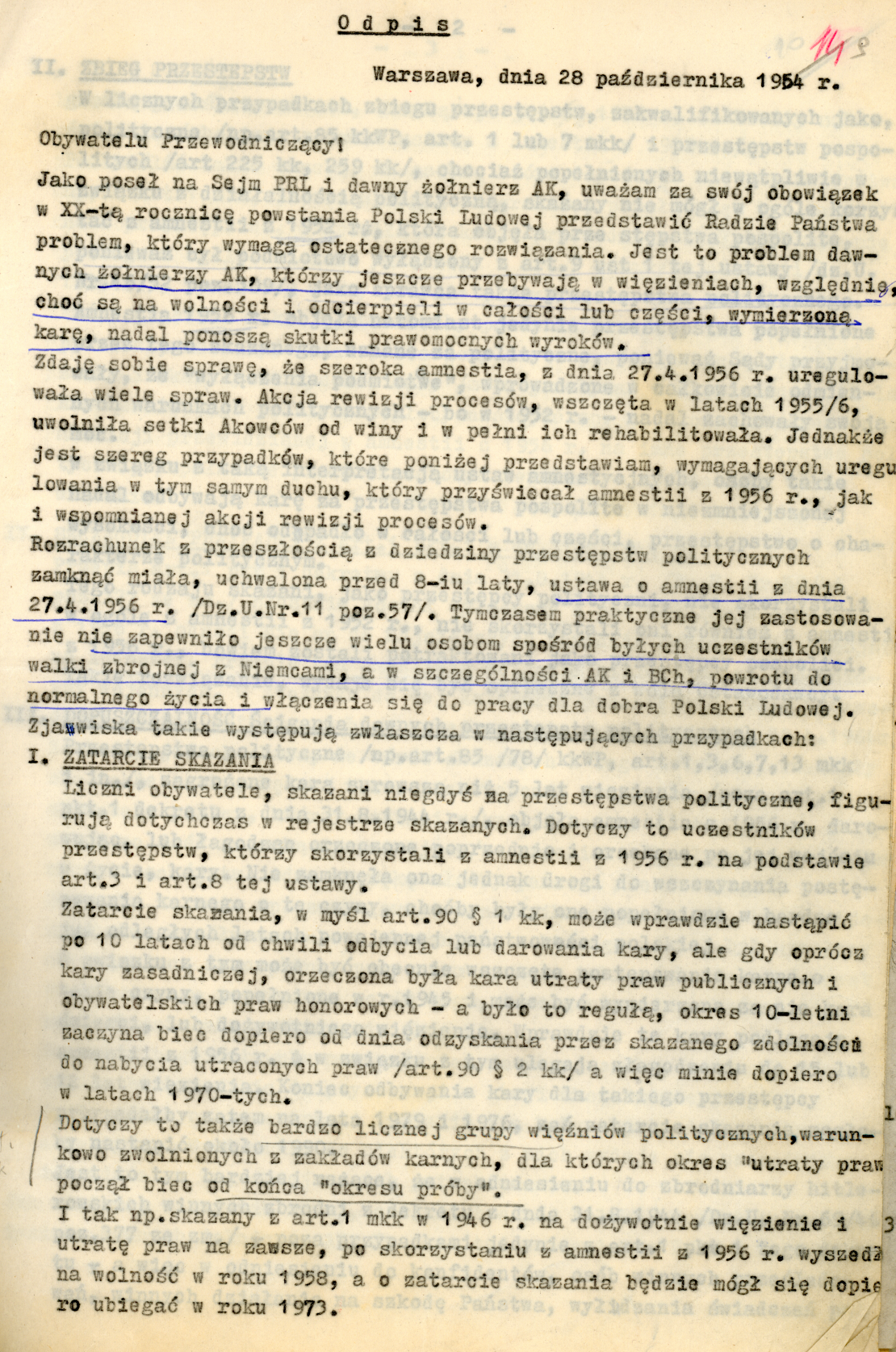
List z 1964 roku Konstantego Łubieńskiego do władz PRL w sprawie więzienia żołnierzy Armii Krajowej.

W latach 1946–1948 w pewnych okolicznościach działalność w AK w życiorysie była przydatna. Żołnierz AK Stanisław Malkiewicz ps. „Andrzej Tarnawy” wspominał:
Idąc na studia w 1948 roku (...) poszedłem do posła, niejakiego Śniedziałka, nawet nie wiem z jakiego ugrupowania. On mi napisał list polecający, że byłem w AK, że walczyłem w Powstaniu, że byłem w obozie, żeby to mi ułatwiło jakoś dostanie się na Akademię Medyczną.
Po zakończeniu II wojny światowej żołnierze Armii Krajowej byli prześladowani przez władze komunistyczne – byli aresztowani przez Ministerstwo Bezpieczeństwa Publicznego, więzieni i mordowani. Do najsłynniejszych straconych z wyroków komunistycznych sądów żołnierzy AK należeli m.in. rotmistrz Witold Pilecki, gen. August Emil Fieldorf ps. „Nil”, mjr Zygmunt Szendzielarz ps. „Łupaszka” i Danuta Siedzikówna ps. „Inka”.
W wyroku komunistycznego Sądu Najwyższego z dnia 1 października 1948 r. pojawił się propagandowy, niemający oparcia w faktach historycznych pogląd, według którego Armia Krajowa była „organizacją zdradziecką, przestępczą, idącą na rękę władzy okupacyjnej państwa niemieckiego”, gdyż „stawiała sobie za zadanie zabijanie działaczy tudzież niszczenie organizacji lewicowych i demokratycznych walczących z okupantem oraz ich zwolenników”. Taka kwalifikacja miała jednak charakter oceny politycznej, dokonanej w konkretnej sprawie; nawet w okresie polskiego stalinizmu nie posunięto się do oficjalnego uznania AK za „organizację przestępczą” w rozumieniu art. 4 § 1 dekretu Polskiego Komitetu Wyzwolenia Narodowego (PKWN) z dnia 31 sierpnia 1944 r. o wymiarze kary dla faszystowsko-hitlerowskich zbrodniarzy winnych zabójstw i znęcania się nad ludnością cywilną i jeńcami oraz dla zdrajców Narodu Polskiego.
Pierwszy pomnik powstania warszawskiego odsłonięto w Słupsku w 1946. Powstał on z inicjatywy weteranów zrywu, którzy osiedlili się w tym mieście po zakończeniu wojny. W lutym 1946 roku powołana z inicjatywy nowych władz Komisja Likwidacyjna b. AK Obszar Centralny ogłosiła konkurs na pomnik upamiętniający poległych żołnierzy AK. Rezultatem działań Komisji było odsłonięcie w drugą rocznicę wybuchu powstania, 1 sierpnia 1946, na cmentarzu wojskowym na Powązkach pomnika Gloria Victis. Od 1946 do 1950 trwało usypywanie Kopca Powstania Warszawskiego ze stołecznych gruzów (potem pozostawał przez wiele lat zaniedbany – podobnie jak utworzony zaraz po wojnie Cmentarz Powstańców Warszawy).
Jeszcze w 1949 roku w nakładzie ok. 7 tys. egzemplarzy w prywatnym wydawnictwie „Mieczysław Fuksiewicz i S-ka” ukazała się powieść uczestnika powstania Stanisława Podlewskiego Przemarsz przez piekło, traktująca o powstańczych losach Starego Miasta.
Od początku okresu stalinowskiego do 1954 władze realizowały strategię walki z pamięcią o AK. Propaganda komunistyczna określała żołnierzy AK mianem „faszystów” i „zaplutych karłów reakcji”.
Od 1954 roku następowało, jeszcze częściowe, przywracanie pamięci o AK. Dotychczasową politykę wobec pamięci o AK zaczęto nazywać „bezduszną”. 11 marca 1956 w piśmie „Po prostu” ukazał się artykuł Jerzego Ambroziewicza, Walerego Namiotkiewicza i Jana Olszewskiego pt. Na spotkanie ludziom z AK, który przełamywał jedynie negatywną narrację oficjalną dotyczącą AK. W kwietniowym numerze „Twórczości” ukazało się opowiadanie Jerzego Stawińskiego „Kanały”, a 15 kwietnia 1956 w „Trybunie Ludu” Alicja Solska (żona ówczesnego wicepremiera Piotra Jaroszewicza), porucznik AL, uczestniczka powstania, opublikowała artykuł W sprawie byłych AK-owców zawierający pochwałę żołnierzy AK walczących w powstaniu. Od sierpnia 1956 roku w piśmie „Świat” Władysław Bartoszewski zaczął publikować kronikę wydarzeń powstania ze zdjęciami Eugeniusza Lokajskiego.
Podejście władz do AK zmieniło się częściowo po przełomie październikowym w 1956. Wówczas to ukazały się pierwsze książki i publikacje (np. Kolumbowie. Rocznik 1920 autorstwa Romana Bratnego), a także filmy fabularne (jak choćby Kanał w reż. Andrzeja Wajdy) poświęcone tej organizacji. Na fali destalinizacji w latach 1956–1957 więzienia opuściła zdecydowana większość akowców (ostatnim wypuszczonym na wolność oficerem AK i cichociemnym był kpt. Adam Boryczka, zwolniony z więzienia w listopadzie 1967).
Część żołnierzy AK działała po roku 1956 w Związku Bojowników o Wolność i Demokrację (ZBoWiD). Wiceprezesem tej jedynej oficjalnej organizacji kombatanckiej był od 1964 dawny dowódca Kedywu AK, płk Jan Mazurkiewicz ps. „Radosław”, a sekretarzem Głównej Komisji Współpracy z Polonią Zagraniczną w Zarządzie Głównym ZBoWiD od 1966 – dowódca partyzancki Armii Krajowej w Górach Świętokrzyskich – płk Marian Sołtysiak ps. „Barabasz”. Wśród działaczy ZBoWiD znalazł się również płk Władysław Liniarski ps. „Mścisław”, który od 1965 zasiadał w Głównej Komisji Weryfikacyjnej.
Łukasz Bednarski:
Położenie kombatantów po 1956 r. było ściśle uzależnione od polityki prowadzonej przez władze PRL. Jesienią 1956 r., gdy do władzy doszedł Władysław Gomułka, oficjalnie stalinizm został odrzucony. Wielu żołnierzy AK objęła akcja amnestyjna. Rozpoczęto również ogólnokrajową dyskusję na temat roli AK w okresie okupacji niemieckiej. Zmiana polityki prowadzonej przez komunistów wobec żołnierzy AK wiązała się równolegle z rozpoczęciem masowej inwigilacji środowisk poakowskich, która prowadzona była do 1989 r. włącznie. W okresie moczarowskim kombatanci byli nie tylko inwigilowani przez władze komunistyczne, ale również instrumentalnie wykorzystywani do walki o władzę, która toczyła się w PZPR. W tych rozgrywkach politycznych uczestniczył M. Moczar i grupa ludzi skupionych wokół niego („partyzanci”). Działania Moczara, takie jak podniesienie wysokości rent i emerytur dla członków ZBoWiD-u, eksponowanie zasług żołnierzy AK w okresie okupacji niemieckiej, były niczym innym jak cyniczną grą. Członkowie AK w świadomości Moczara i jego partyjnych towarzyszy pozostawali „zaplutymi karłami reakcji”, choć po Październiku propaganda komunistyczna przestała eksponować to haniebne i kłamliwe hasło.
W 1956 rocznica wybuchu powstania miała szczególnie uroczysty charakter. W przeddzień rocznicy na ulicach Warszawy zapłonęły znicze umieszczone w żołnierskich hełmach, a przy miejscach pamięci stanęły warty uczestników powstania, żołnierzy LWP, harcerzy i ZMP-owców. 1 sierpnia odbyły się uroczystości na Cmentarzu Powązkowskim, gdzie również zaciągnięto warty honorowe i złożono wieńce zarówno pod pomnikami żołnierzy AK, jak i AL. W Teatrze Wielkim odbył się uroczysty koncert ku czci bohaterów powstania, w którym występowali m.in. Barbara Hesse Bukowska i Mieczysław Fogg. Z ramienia władz wzięli udział sekretarz KC PZPR Jerzy Albrecht i pierwszy sekretarz Komitetu Warszawskiego PZPR Stefan Staszewski. We wszystkich uroczystościach brali udział członkowie byłego dowództwa AK – płk Jan Rzepecki i płk Jan Mazurkiewicz ps. „Radosław”. Powołano również społeczny komitet budowy Pomnika Bohaterów Warszawy (w tym powstańców 1944) w skład którego weszli też byli żołnierze AK, m.in. Michał Issajewicz, Stanisław Jankowski, Jan Mazurkiewicz, Stanisław Płoski i Jan Rzepecki.
W 1957 na Żoliborzu odsłonięto pomnik żołnierzy AK poległych w ataku na Dworzec Gdański. W tym samym roku w Centralnym Parku Kultury odsłonięto pomnik Powstańców Czerniakowa i Żołnierzy 1 Armii Wojska Polskiego, a pl. Napoleona przemianowano na pl. Powstańców Warszawy. W przeddzień rocznicy powstania przed Grobem Nieznanego Żołnierza odbył się apel poległych w którym wzięli udział byli powstańcy w bojowych mundurach powstańczych.
1 sierpnia 1959 przed wszystkimi miejscami upamiętniającymi walki powstańcze warty honorowe wystawiło Ludowe Wojsko Polskie. W tym roku ukazała się książka Jerzego Kirchmayera pt. Powstanie warszawskie.
W 1964 roku odbył się III Krajowy Kongres ZBoWiD, zwany „kongresem pojednania” środowiska kombatanckiego. Przyjęta wówczas formuła bazowała na założeniu, że w ocenie kombatantów nie ma znaczenia przeszłość, ale przyszłość i akceptacja budowy ustroju socjalistycznego w Polsce. W 1965 roku w ZBoWiD zrzeszonych było ok. 60 tys. byłych żołnierzy AK.
W 1979 na pl. Powstańców Warszawy odsłonięto płytę ku czci żołnierzy batalionu AK „Kiliński”, walczących w tym rejonie od pierwszych godzin powstania. W tym samym roku po raz pierwszy zorganizowano niezależne od władz obchody rocznicy powstania.
W 1983 z inicjatywy warszawskich harcerzy przy zewnętrznym murze obronnym Starego Miasta odsłonięto pomnik Małego Powstańca. W lipcu tegoż roku w warszawskiej Fabryce Norblina otwarto wystawę „Warszawa walczy. 63 dni Powstania Warszawskiego”. Wystawę odwiedziło ponad 2 mln osób, cieszyła się także ogromnym zainteresowaniem podczas prezentacji w innych miastach.
W 1985 przy ul. Dworkowej na Mokotowie odsłonięto pomnik upamiętniający żołnierzy pułku „Baszta”, zamordowanych w tym miejscu w ostatnich dniach powstania. W tym samym roku na Pradze odsłonięto także tzw. pomnik Kościuszkowców, poświęcony żołnierzom 1. Armii WP poległym w walkach o przyczółki warszawskie.
Po wydarzeniach sierpnia 1980 powrócono do idei budowy pomnika powstania, a także zorganizowania poświęconych im archiwum oraz muzeum. W 1980 powołano niezależny Społeczny Komitet Budowy Pomnika Powstania 1944 r. Mimo niesprzyjającego klimatu politycznego Komitet przeprowadził konkurs na projekt architektoniczny oraz zbiórkę pieniężną. Zwycięską pracą konkursową okazał się projekt autorstwa Piotra T. Rzeczkowskiego i Marka Ambroziewicza. W 1984 władze odgórnie zawiesiły jednak prezydium Komitetu i wyznaczyły mu nowe władze, złożone z przedstawicieli ZBoWiD. Przejąwszy fundusze Komitetu nowy zarząd ogłosił kolejny konkurs, w którego wyniku wybrano projekt autorstwa Wincentego Kućmy i Jacka Budyna. Doprowadzono także do zmiany nazwy pomnika na „Pomnik Bohaterów Powstania Warszawskiego 1944”. Ostatecznie mimo protestów ze strony m.in. części środowisk architektonicznych i artystycznych, władze Warszawy wydały w kwietniu 1988 decyzję o budowie pomnika według projektu Kućmy i Budyna. Akt erekcyjny pod pomnik wmurowano w obecności ówczesnego I sekretarza PZPR gen. Wojciecha Jaruzelskiego. Monument – znany obecnie pod nazwą Pomnik Powstania Warszawskiego – odsłonięto 1 sierpnia 1989 na pl. Krasińskich w Warszawie.
W 1981 imieniem Komendanta Głównego ZWZ-AK gen. Stefana Roweckiego nazwano jeden z mostów na Wiśle w Warszawie. Przeważająca większość upamiętnień oficerów i jednostek AK powstawała do 1989 w formie tablic pamiątkowych odsłanianych w kościołach.
Do końca istnienia PRL byli żołnierze Armii Krajowej byli jednak inwigilowani przez Służbę Bezpieczeństwa, zaś historia działalności Armii Krajowej, zwłaszcza skierowanej przeciw okupantowi sowieckiemu, była poddana komunistycznej cenzurze. Wszelkie informacje na temat działalności AK w czasie wojny jak po jej zakończeniu podlegały cenzurze. Jeszcze w 1974 roku w zaleceniach dla cenzorów Główny Urząd Kontroli Prasy, Publikacji i Widowisk zakazał publikowania jakichkolwiek informacji dotyczących upamiętnienia, a nawet publikacji nekrologów w prasie. Tomasz Strzyżewski w swojej książce o cenzurze w PRL cytuje oficjalny tajny dokument urzędu kontroli, podając zakres ingerencji cenzorskich: „Nekrologi, inseraty i inne formy w prasie, radio i TV oraz klepsydry itp. zapowiadające różne spotkania na cmentarzach, przy pomnikach, miejscach walk itp. (z okazji rocznicy wybuchu powstania warszawskiego, bądź jego poszczególnych epizodów) byłych żołnierzy zgrupowań, oddziałów itp. AK oraz innych prawicowych organizacji uczestniczących w powstaniu warszawskim nie mogą być zwalniane do publikacji. Mogą być natomiast zwalniane nekrologi i informacje o nabożeństwach odbywających się w kościołach”.

## Upamiętnienie
Walki żołnierzy polskich Armii Krajowej zostały upamiętnione na Grobie Nieznanego Żołnierza w Warszawie, napisem na jednej z tablic po 1945 r. „ARMIA KRAJOWA”.
W 1946 powstała Rada Naczelna Koła Armii Krajowej w Londynie.
W kwietniu 1982 Rada wydała uchwałę tworzącą Fundację Armii Krajowej (Polish Resistance Foundation) pod patronatem prezydenta RP na uchodźstwie Edwarda Raczyńskiego. W jej skład wszedł Komitet Honorowy, Obywatelski Komitet Założycielski z przewodniczącym gen. Klemensem Rudnickim i Komitet Wykonawczy z przewodniczącym mjr. Franciszkiem Miszczakiem. W lutym 1983 Komitet Wykonawczy Fundacji AK zaapelował do Polonii o wsparcie finansowe. W maju 1983 trzy komitety odbyły pierwsze wspólne zebranie z udziałem premiera rządu RP na uchodźstwie Kazimierza Sabbata i uchwaliły pełne poparcie dla Kościoła katolickiego w jego staraniach na rzecz zniesienia stanu wojennego w Polsce. W tym samym roku działalność rozpoczęło kilkadziesiąt kół Fundacji w Stanach Zjednoczonych, Australii, Kanadzie, Belgii, Francji. Fundacja została zarejestrowana prawnie w Wielkiej Brytanii we wrześniu 1985, a jej ponowna rejestracja nastąpiła w sierpniu 2011.
W 1992 został wybity medal z podobizną gen. Stefana Roweckiego ps. „Grot” o treści Utworzenie Armii Krajowej 1942–1992, wydany przez Mennicę Państwową, a zaprojektowany przez Tadeusza Tchórzewskiego.
W 2023 roku w Brzostku w województwie podkarpackim, w powiecie dębickim stanął pomnik Żołnierzy Armii Krajowej.
W 2025 roku dzień 14 lutego ustawą Sejmu RP, ustanowiony został Narodowym Dniem Pamięci Żołnierzy Armii Krajowej.